# 萨摩亚人
薩摩亞人（英語：Samoans）為薩摩亞群島上的主體民族，屬於波利尼西亚人的一支，與其玻里尼西亞民族有共通類似地血緣基因、語言、歷史及文化。由於殖民主義關係，薩摩亞人所居住的薩摩亞群島在政治上被一分為二，西邊是薩摩亞獨立國（舊稱西薩摩亞，1997年改現名）；東邊是美屬薩摩亞。薩摩亞人屬南島語系，使用薩摩亞語，因18~19世紀受過西方統治的原因，亦會使用英文。也因統治關係，信仰從原始信仰改為基督教信仰。薩摩亞人社會以「馬他伊」（matai）系統為基礎，以「戶」為基本單位，依靠原始農業、漁業等維生，再由馬他伊進行資源的再分配。除此之外，「紋身」藝術，是薩摩亞社會成年的象徵，也代表著他們的階級身分。
根據2006年估計，大約有18萬8000名左右的薩摩亞人定居在薩摩亞 ，大多數的薩摩亞族如今散居在其他國家，主要包括美國（2012年估計有18萬人），新西蘭（2001年估計11萬5000人）及澳大利亞（2006年估計3萬9992人）。

## 民族分佈、人口與語言

薩摩亞位置圖

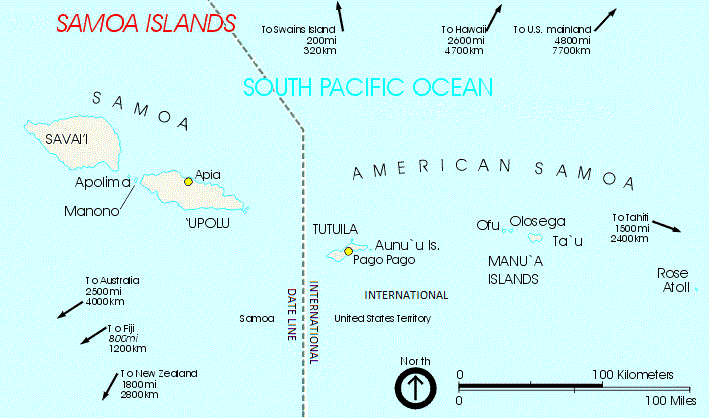
2002年前的薩摩亞群島

### 民族分布
薩摩亞人大部分人口分布於薩摩亞、美屬薩摩亞、紐西蘭奧克蘭、夏威夷檀香山、加利福尼亞州拉斯維加斯與舊金山、猶他州鹽湖城，少部分分布於紐西蘭威靈頓、澳洲雪梨、夏威夷拉奈島、加利福尼亞州奧克蘭、密蘇里州獨立市、斐濟。

### 人口
薩摩亞族總人口數約為520,000人。
| 地區       | 人口    | 備註       |
| ---------- | ------- | ---------- |
| 薩摩亞     | 184,205 | (2017估計) |
| 美屬薩摩亞 | 21,000  | [ 8 ]      |
| 美國       | 184,440 | (2010估計) |
| 澳大利亞   | 39,992  | (2006估計) |
| 紐西蘭     | 144,141 | (2013估計) |
| 斐濟       | 1,300   | [ 8 ]      |

### 語言
薩摩亞語是薩摩亞族的主要用語，且無其他方言。其書寫方式由拉丁字母構成。

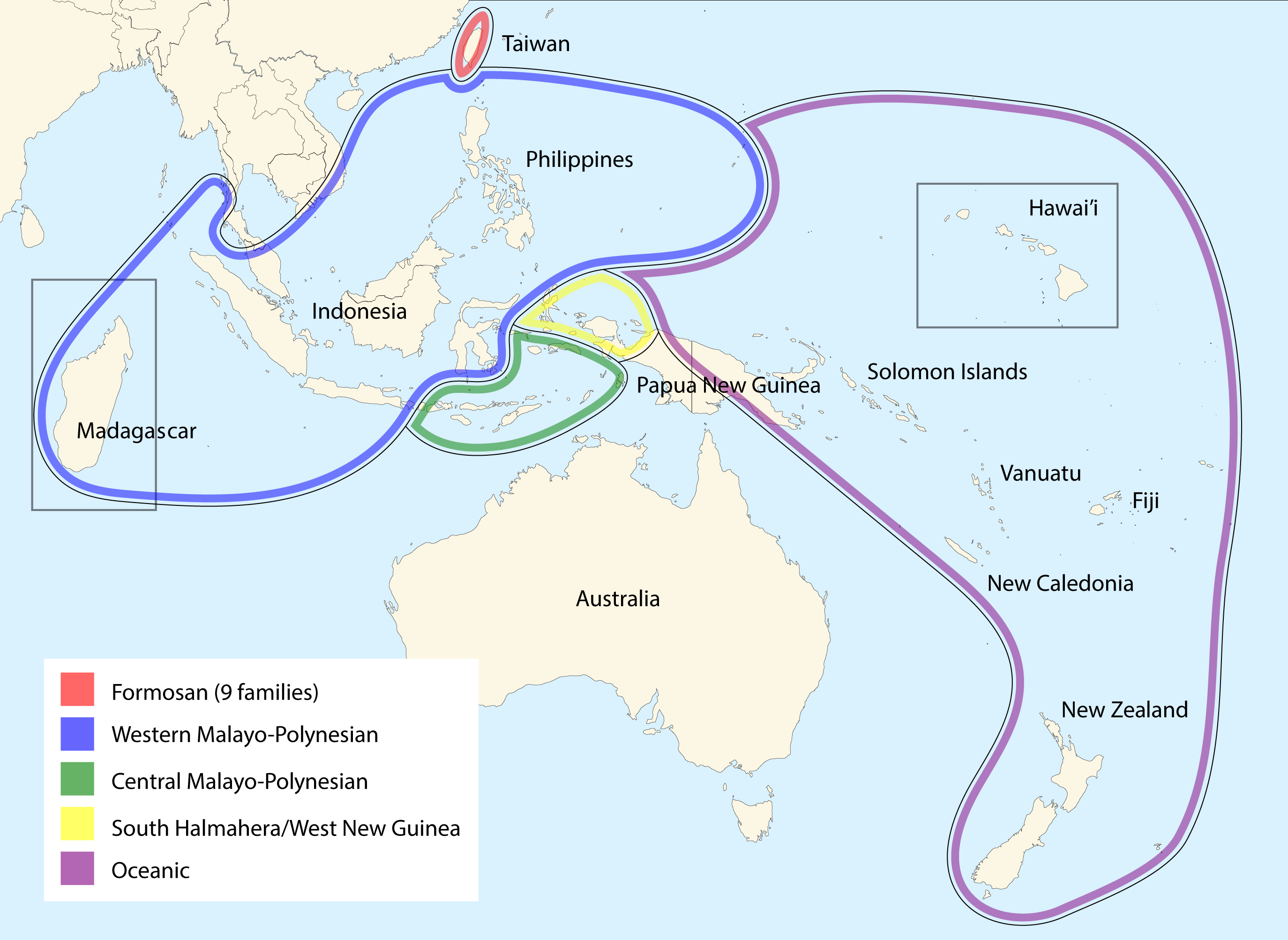
南島語系分布圖

| 中文   | 英文       | 薩摩亞語  |
| ------ | ---------- | --------- |
| 你好！ | Hello!     | Afio Mai! |
| 再見！ | Goodbye!   | Tōfa!     |
| 謝謝！ | Thank you! | fa′afetai |

#### 分類
- 南島語系 (Austronesian languages)
  - 馬來-玻里尼西亞語族(Malayo-Polynesian languages)
    - 中-東部馬來-玻里尼西亞語族(Central-Eastern Malayo-Polynesian languages)
      - 東部馬來-玻里尼西亞族(Eastern Malayo-Polynesian languages)
        - 大洋洲(Oceanic)
          - 東-中部大洋洲(Central-Eastern Oceanic languages)
            - 遠大洋洲(Remote Oceanic languages)
              - 遠太平洋(Central Pacific languages)
                - 東斐濟-玻里尼西亞語(East Fijian-Polynesian languages)
                  - 玻里尼西亞語支(Polynesian languages)
                    - 核心玻里尼西亞語(Nuclear languages)
                      - 薩摩亞外圍(Samoic-Outlier languages)
                        - 薩摩亞語(Samoan languages)[12]

#### 聲音系統
薩摩亞語具有10個元音、6個雙元音、9個輔音，不具聲調，重音位於倒數第二個音節。

#### 文法
薩摩亞語的句型結構為：動詞─主詞─受詞(VSO)。

## 地理環境

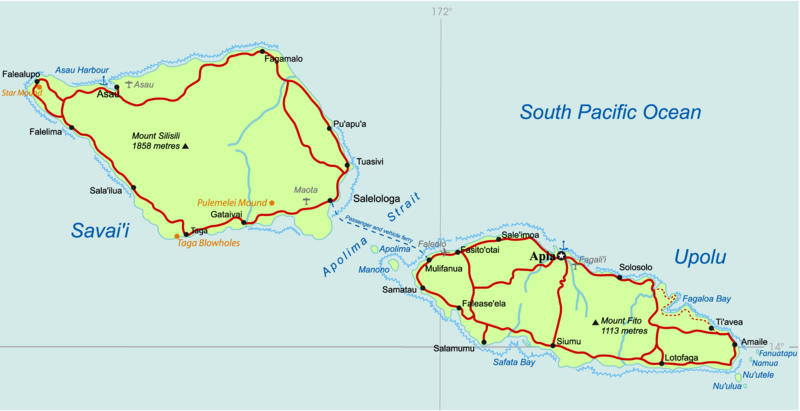
薩摩亞地圖

薩摩亞族主要居住於薩摩亞。

### 位置
薩摩亞位居172.16°W~172.80°W、13.43°S~13.81°S。薩摩亞（The Independent State of Samoa，前稱西薩摩亞）位於南太平洋，紐西蘭與夏威夷之間，與美屬薩摩亞（American Samoa，又稱東薩摩亞）合稱為薩摩亞群島（Samoa Islands），為玻里尼西亞文化三角帶（紐西蘭、夏威夷、復活島）之中心點，與巴布亞紐幾內亞及東加同視為玻里尼西亞文化圈之發源地。

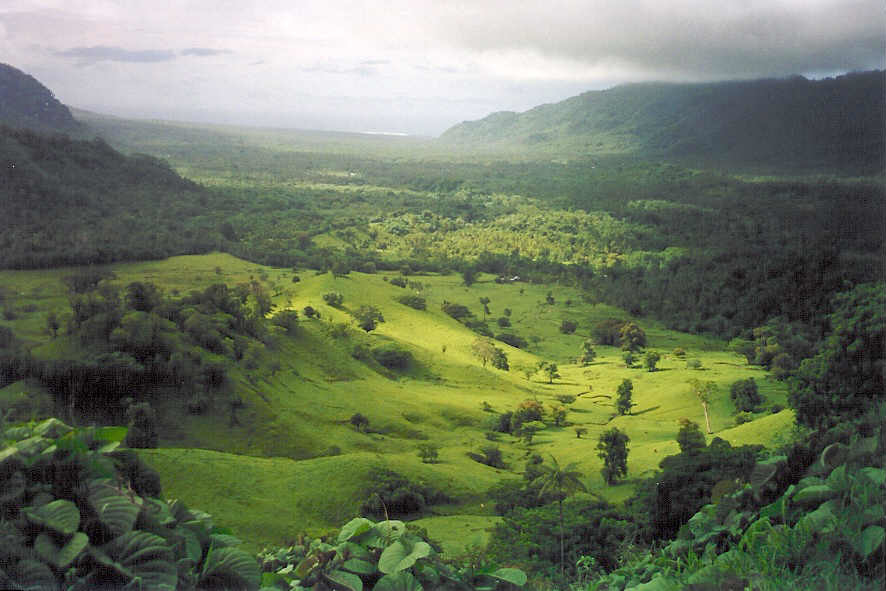
位於烏波盧島的法莱拉谷

### 地形
薩摩亞屬火山島地形，由薩摩亞熱點噴發而成。薩摩亞熱點是以太平洋構造板塊為基礎，位在薩摩亞群島下方的固定熱點。 薩摩亞由兩大島烏波盧島（Upolu Island）與薩瓦伊島（Savai'i Island）組成外，另還有8座小島：3座位於阿波利馬海峽（Apolima Strait）的馬諾諾島（Manono Island）、阿波利馬島（Apolima Island）及努烏洛帕島（Nu'ulopa Island），4座位於烏波盧島以東合稱為阿萊帕塔群島（Aleipata Islands）的努烏泰雷島（Nu'utele Island）、努烏盧瓦島（Nu'ulua Island）、納木瓦島（Namua Island）以及法努瓦塔普島（Fanuatapu Island），及一座位於烏波盧島南方的努烏薩菲埃島（Nu'usafe'e Island）。薩摩亞的最高點是薩瓦伊島上的Mauga Silisili，海拔1,857 m，因火山作用關係而形成。島嶼有火山源頭，山區雨林屬硬木材樹木，周圍有肥沃的高原和沿海平原景觀，擁有許多河川和溪流。

### 氣候
薩摩亞位於熱帶氣候區，高溫高濕。年均溫約26.8°C（80.24°F），年溫差小、日溫差大。大部分降水發生在屬迎風坡的島嶼南部，年降水量約5,080毫米至7,110毫米。11月至4月降水量最多，這段期間也是氣旋出現最頻繁的時期。
| 阿皮亞(Apia)       | 阿皮亞(Apia)  | 阿皮亞(Apia)  | 阿皮亞(Apia)  | 阿皮亞(Apia) | 阿皮亞(Apia) | 阿皮亞(Apia) | 阿皮亞(Apia) | 阿皮亞(Apia) | 阿皮亞(Apia) | 阿皮亞(Apia) | 阿皮亞(Apia)  | 阿皮亞(Apia)  | 阿皮亞(Apia)   |
| 月份               | 1月           | 2月           | 3月           | 4月          | 5月          | 6月          | 7月          | 8月          | 9月          | 10月         | 11月          | 12月          | 全年           |
| ------------------ | ------------- | ------------- | ------------- | ------------ | ------------ | ------------ | ------------ | ------------ | ------------ | ------------ | ------------- | ------------- | -------------- |
| 平均高温 °C（°F）  | 30.4 (86.7)   | 30.6 (87.1)   | 30.6 (87.1)   | 30.7 (87.3)  | 30.4 (86.7)  | 30.0 (86.0)  | 29.5 (85.1)  | 29.6 (85.3)  | 29.9 (85.8)  | 30.1 (86.2)  | 30.3 (86.5)   | 30.5 (86.9)   | 30.2 (86.4)    |
| 平均低温 °C（°F）  | 23.9 (75.0)   | 24.2 (75.6)   | 24.0 (75.2)   | 23.8 (74.8)  | 23.4 (74.1)  | 23.2 (73.8)  | 22.6 (72.7)  | 22.8 (73.0)  | 23.1 (73.6)  | 23.4 (74.1)  | 23.6 (74.5)   | 23.8 (74.8)   | 23.5 (74.3)    |
| 平均降水量 mm（）  | 489.0 (19.25) | 368.0 (14.49) | 352.1 (13.86) | 211.2 (8.31) | 192.6 (7.58) | 120.8 (4.76) | 120.7 (4.75) | 113.2 (4.46) | 153.9 (6.06) | 224.3 (8.83) | 261.7 (10.30) | 357.5 (14.07) | 2,965 (116.72) |
| 来源：世界氣象組織 |               |               |               |              |              |              |              |              |              |              |               |               |                |

## 歷史沿革

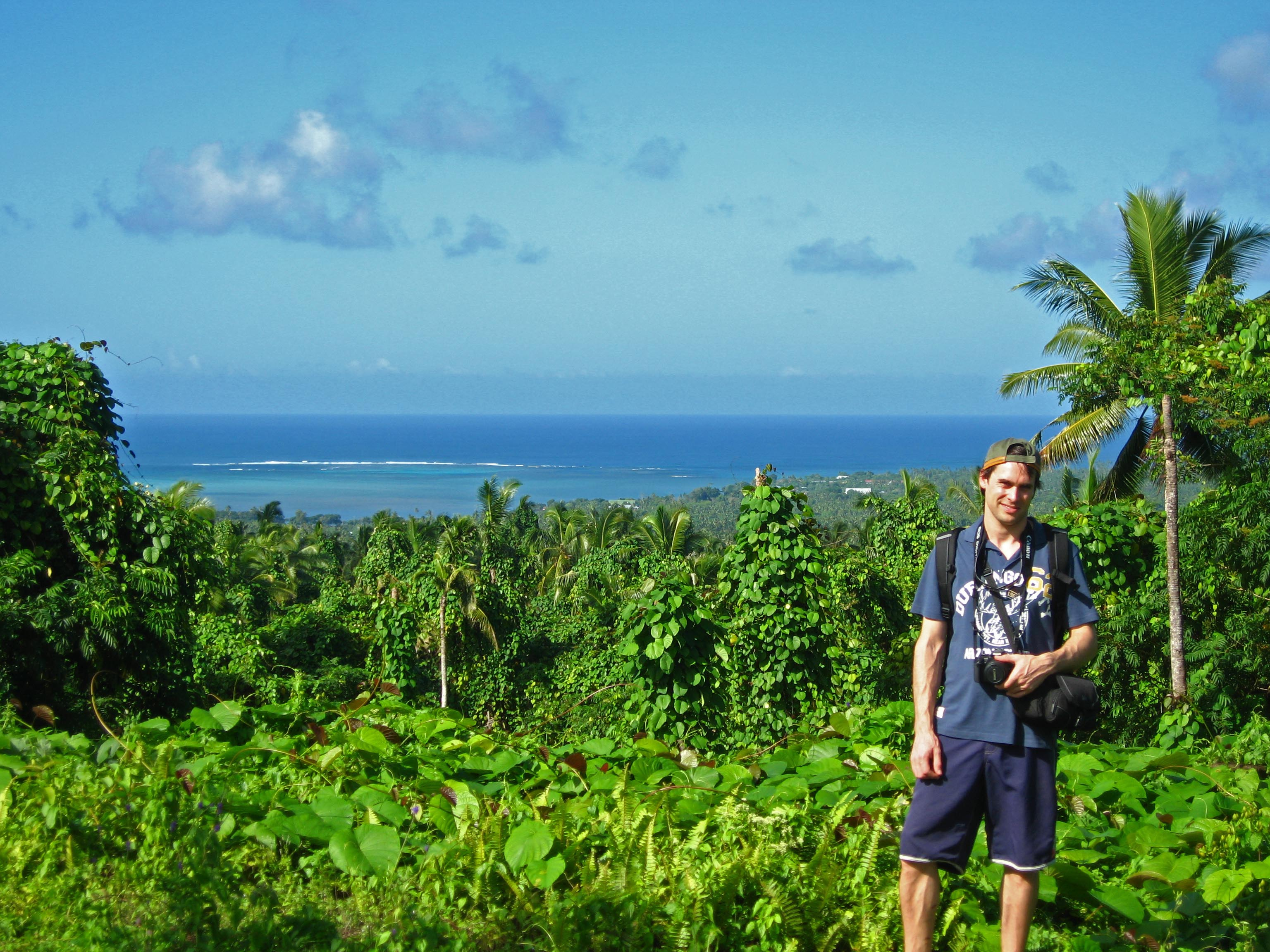
Tia Seu古丘的景色

### 早期文明
據說，薩摩亞人約在3000多年前從東南亞向東遷徙至東太平洋，此地被稱為波里尼西亞文化(拉皮塔文化)的搖籃。具考古證據顯示，薩摩亞人後來又向其他地方遷徙，其中包括夏威夷、大溪地（Tahiti）、紐西蘭和其他波里尼西亞島嶼。考古學者對分散在島上的許多史前建築的起源、目的和用途進行研究。許多已不復存在，但有些在今日仍然可見，其中最為著名的是薩瓦伊島（Savai'iI Island）的Tia Seu古丘（Tia Seu Ancient Mound，也稱為普莱梅莱土丘），被視為是太平洋中最大的人造史前遺址。約西元1000年時，薩摩亞被東加王國征服。西元1250年時，馬列托亞家族趕走了入侵者，使薩摩亞成為獨立王國。

### 18世紀
大航海時代的來臨，於1722年，荷蘭人雅各布·罗赫芬是第一個看到這些島嶼的歐洲人。法國探險家路易·安托万·德·布干维尔則在1768年遇到了薩摩亞人後，將此地命名為導航島嶼（Navigator Islands）。不過，在1830年倫敦傳教會到來之前，薩摩亞少為人知。

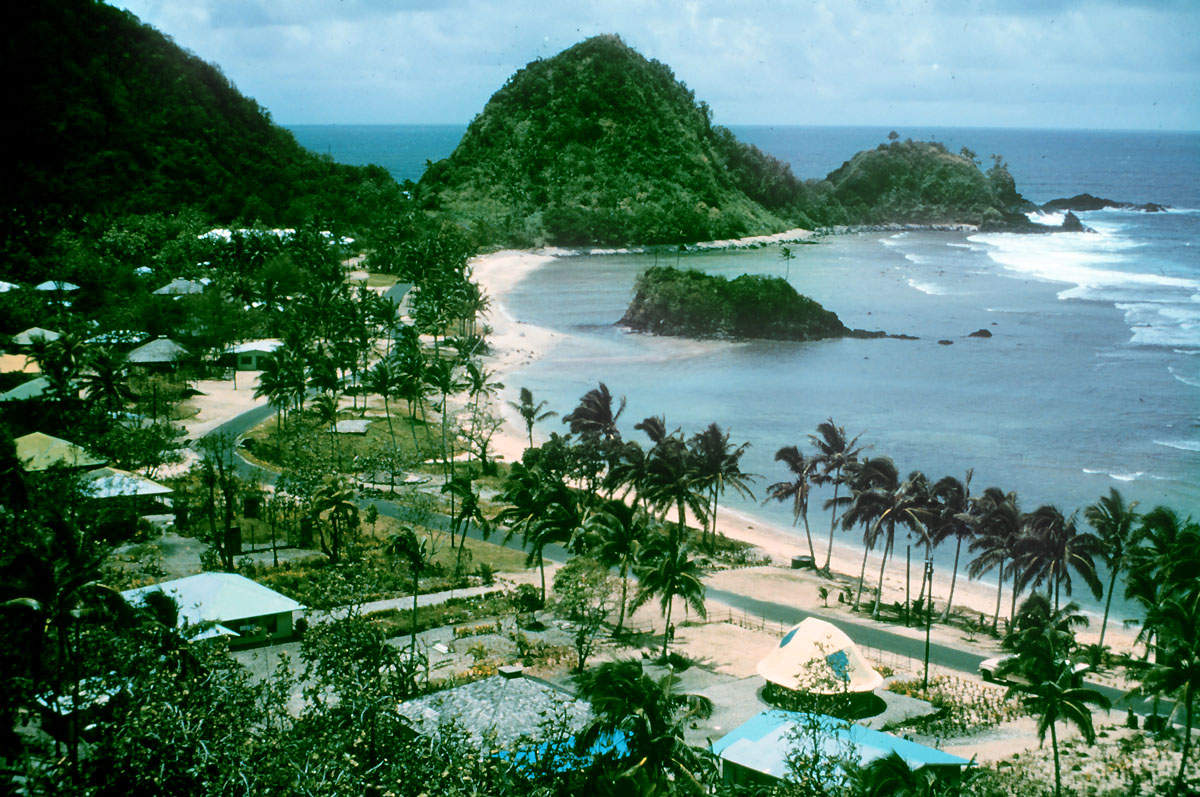
美屬薩摩亞的帕果帕果

### 19世紀
19世紀下半葉，德國在薩摩亞群島的影響力擴大，引進大量種植技術，並壟斷椰子和可可豆的製造。英國商業企業、海港權利和領事館則對薩摩亞的基礎造成很大的干預。美國則是在圖圖伊拉島（Tutuila）的帕果帕果港口（Pago Pago）活動，並與當地酋長聯盟。在1880年代，德國、英國和美國都聲稱擁有薩摩亞王國的一部分，並建立貿易據點。

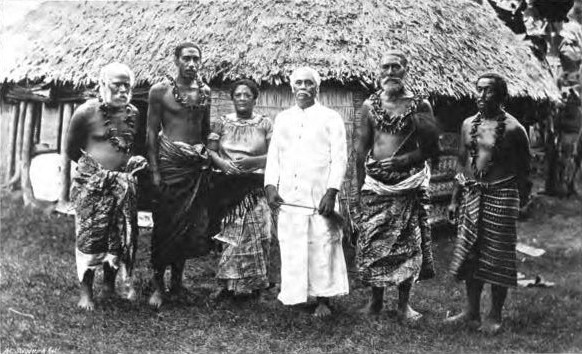
1902年，马塔法·约瑟福與其跟隨者

### 第一次薩摩亞內戰與薩摩亞危機(1886~1894)
第一次薩摩亞內戰主要是薩摩亞派系之間爭奪王位的戰爭，且受德、英、美三國干預。在薩摩亞內戰中，德國支持图普阿·塔马塞塞當國王，但大多數薩摩亞人支持的是马塔法·约瑟福。1887年，德國砲擊马塔法·约瑟福的村莊，卻誤擊到美國的財產，造成緊張情勢升溫。1888年9月發動一場攻擊，回應德軍的砲擊，马塔法·约瑟福的戰士攻擊德軍並掠奪他們的種植園。1889年，一個熱帶氣旋摧毀了美軍和德軍在阿皮亞港口的戰船，德、英、美三個陣營最終同意恢復馬列托亞·勞佩帕為薩摩亞國王。九年後，馬列托亞死亡，導致1898年的第二次薩摩亞內戰。

### 第二次薩摩亞內戰與圍攻阿皮亞(1898~1899年)
第二次薩摩亞內戰是1898年德、英、美三國為了薩摩亞島鏈的控制權而引發的衝突。戰爭結束於1899年的三方會議後，美國獲得東半部（今美屬薩摩亞），德國取得西半部（今薩摩亞），而英國獲得其它原為德屬的太平洋島鏈。

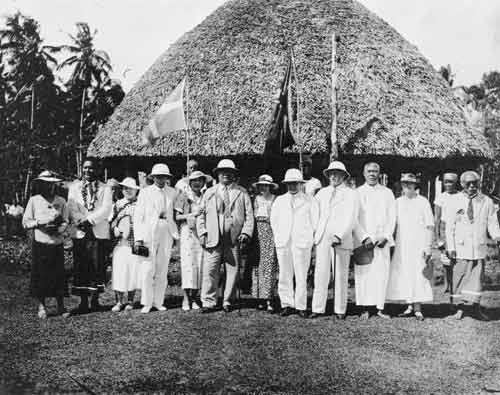
1933年，奥拉夫·弗雷德里克·纳尔逊（左6）與他從被流放至紐西蘭回來的女兒們

### 第一次世界大戰後(1914~1962年)
第一次世界大戰結束後到1962年，國際聯盟給予紐西蘭權力，以託管名義佔領薩摩亞。然而，薩摩亞人對紐西蘭的殖民統治感到不滿，指責佔領期間的通貨膨脹和1918年流行病爆發。到了1920年代末，反殖民統治的抵抗運動得到廣泛的支持。毛派領導人之一的奥拉夫·弗雷德里克·纳尔逊是半薩摩亞和半瑞典血統的商人。1920年代至1930年代初，尼爾森雖處流亡，但他仍持續在財政和政治上協助該組織。1929年12月28日，新當選的領導人图普奧·塔马塞塞·莱阿洛菲三世帶領毛派人在阿皮亞市中心和平示威。紐西蘭警方企圖逮捕示威遊行的領導人。當他反抗時，警察和毛派人間產生了隔閡。警方開始隨機掃射人群以驅趕示威者。當塔馬塞斯酋長試圖使毛派人冷靜時，他從後面被槍殺。當天，有十人死亡，約五十人受傷。這天被薩摩亞人視為黑色星期六。1920年至1936年，西薩摩亞原住民發起反對殖民統治運動，1954年獲准內部自治。

### 獨立(1962年)
1962年，西薩摩亞成為太平洋島嶼中第一個獨立國家。同年，與紐西蘭簽署《友好條約》，保證高度的合作關係，但紐西蘭對島嶼的事務沒有特別的責任。1997年，西薩摩亞更名為薩摩亞。

### 21世紀
2011年12月底，薩摩亞當地的日曆跳過了12月30日，因為其國家從國際換日線的東邊移到了西邊。這一變化目的在於促進與澳大利亞和紐西蘭之間的貿易。在這個變化之前，薩摩亞晚雪梨21個小時，但這改變意味著現在是快三個小時。這改變與1892年7月4日加利福尼亞州貿易商所實施的改變有異曲同工之妙。

## 社會、家庭與婚姻

### 社會

#### 社會分層
薩摩亞社會具階級且為精英領導制度。在過去，具能力認可的家庭會被挑選擔任領導家庭，而大多數頭銜的影響力僅限於家庭間與村莊間的聯繫。頭銜擁有者從資源累積、動員和資源重新分配的能力獲得其地位及影響力。這樣的制度有助於解決長期財富差距。

#### 頭銜取得
領導者的產生方式重視血緣以及個人能力聲望，不需為長嗣，且不排除女性的參與，細分為家族級、村級、區級、聯盟級的頭目。現今薩摩亞政治體系就以馬他伊作為基礎。

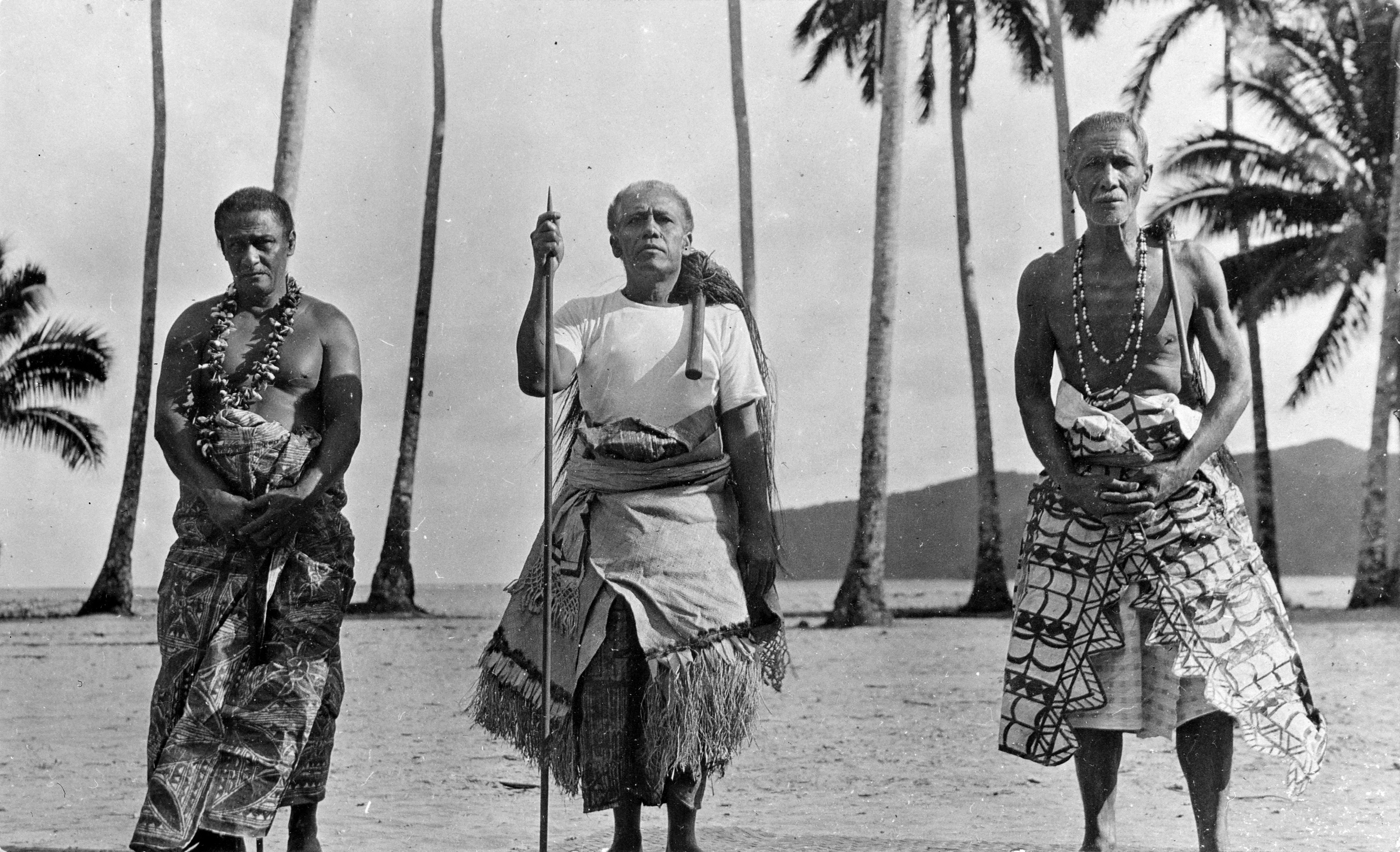
三位馬他伊，其中兩位具有演講者身分

#### 馬他伊
每戶由一位被稱為「馬他伊」（matai）的頭人所管理，其具有酋長般或參議酋長的頭銜，是公共事務的發言者，且每一個馬他伊代表其戶中所有成員參與正式集會。同一戶並不一定要居住在一起，但必須在同一村莊中，且在馬他伊監督下共同工作，再由馬他伊分配食物及其他生活必需品。年齡比親屬關係更具權威，馬他伊對戶中所有人具有絕對的權力，而年紀較大者較年紀輕者地位高。

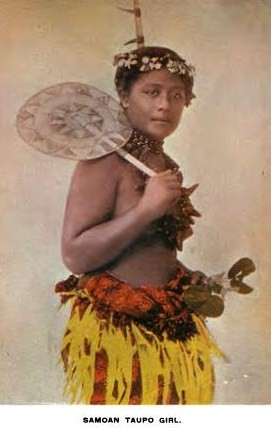
薩摩亞的陶波

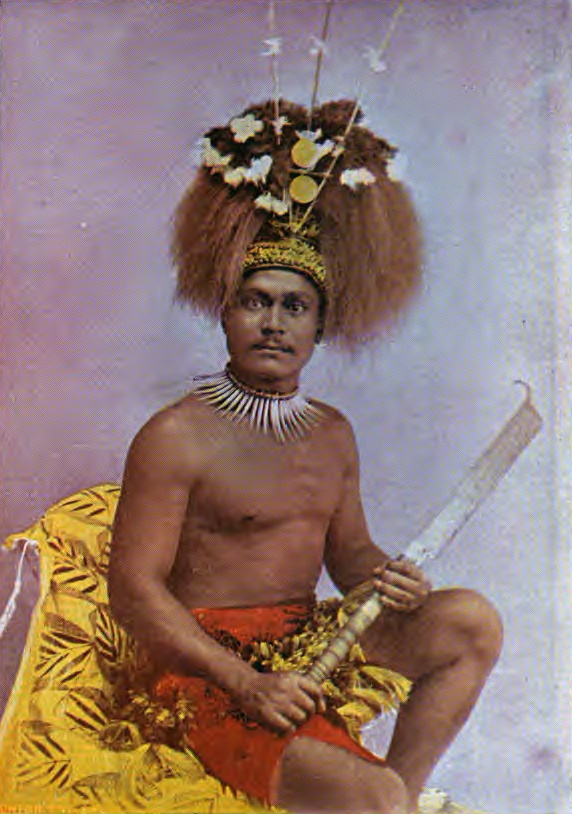
薩摩亞的馬納亞

#### 陶波、馬納亞
每一個村莊的大酋長會將自己戶中的某個女孩封為該戶的「陶波」(taupo)，即該戶儀式上的小公主。且在選擇時，具有強烈的血緣親屬關係傾向，在母系中選擇「陶波」，父系中選擇「馬納亞」(manaia)。馬納亞是授予有確定繼承權者的頭銜。戶中的某些老年婦女會被指定為陶波的保母。陶波不能拜訪村裡的其他老人家，也不能在夜裡擅自離開自己的住處。睡覺時，會有一位老年婦女陪她。在無人相伴的情況下，她絕對不能去其他村子。

#### 兩性關係
在薩摩亞社會中，兩性的關係有嚴格的規定，他們不能單獨太過接近，除非村里半數以上的人都在，否則他們不能夠同聚一處。在與異性交往時也必須遵守嚴格的迴避制度。
未婚男女的關係一般分為三種：一是「相會在棕梠樹下」的暗地交往，二是「阿瓦加」（avaga）的公開私奔，三是隆重的求婚。除此之外，還有一種稱為「莫埃托托洛」（moetotolo），指的是不具真正交往事實，而在夜裡悄悄潛入姑娘房內的方式。在這三種關係中，男子都需要一位「索阿」(soa)，當作知己與牽線的夥伴，而他們關係始於愛情的開始也終於愛情的結束。

### 家庭

#### 家庭型態
薩摩亞的家庭型態為大家庭(薩摩亞語：aiga potopoto)，且每個家庭與其土地和頭銜有密不可分的關係。

#### 居住形式
婚後居住形式為從夫居，但在結婚初期，通常與女方的家人居住。而鰥夫與寡婦通常得返回他們的血親家庭生活。

#### 戶
薩摩亞社會以「戶」為基本單位。每一戶成員因血緣、婚姻或收養而與馬他伊或其妻子建立關係，但成員之間往往不具親密關係。人們可以從親戚那裡取得任何幫助，有時會佩帶腰帶作為暗示，若對方拒絕，會被視為缺乏人情。然而，德行是薩摩亞人最重視的品格，因此不計較日後的償還，但此紀錄仍會被保留，要求接受者盡早給予回報。薩摩亞社會亦十分重視等級。等級不是由出生決定，而是由頭銜決定。該村大酋長的等級高低決定村子地位的高低，而該戶馬他伊的頭銜決定該戶的名望。除了陶波，很少有一個孩子從小到大生活在同一戶中，他們會因不同需要或心情搬到其他家中居住。

#### 分工
男性負責紡椰毛，用椰毛編織土繩土線，用這些線做魚線、編魚網、縫製獨木舟、捆紮固定房屋。
女性負責農業勞動(鋤草、移植、收穫、載運食物等)、海邊捕捉章魚等、汲水、打掃整理居室。
任務的分配是由個人能力所安排，而能力由年齡決定。

#### 親屬稱謂
薩摩亞的親屬稱謂屬夏威夷型親屬稱謂系統。

#### 繼嗣
居住權和土地使用權一般授予他們的親屬團體，但須視情況而定。在死亡時權力隨其失效，此時則由馬他伊進行重新分配。最初，是從父母的父母繼承遺產；後來，漸漸改成小孩可從父母繼承其土地權。在沒有親屬團體的同意下，土地與頭銜是不行被正式傳承的，所以唯一能夠被分配的是個人財產。
許多人沒有遺囑也沒有個人財產。但隨著個人財富的增加，處理財富的規定愈趨重要。這不是外來的概念，傳統是由馬他伊在死亡前以一種被稱為「馬卡加」(mavaega)的意志形式出現，後來則由公共信託辦公室和法律從業者負責處理遺產管理。

### 婚姻

#### 婚姻制度
薩摩亞社會屬外婚制、一夫一妻制，且雙方應具有相似的階級。對於女性，婚前貞操是被高度重視的，女性禁止與男人發生性關係，除非她是他的妻子。然而，在基督教傳入前的時代，一夫多妻制是存在的，但只發生在高階級的馬他伊家庭中。

#### 求婚、聘禮與嫁妝
求婚者和自己的「索阿」會帶著一籃海貨、一條章魚和一隻雞，在晚餐前到女方家中。如果女方家接受他的餽贈，就表示女方父母同意這樁婚事。他會受到女方戶中馬他伊的正式歡迎。在整個晚禱中他都得虔誠的低著頭坐在那裡，且他和他的索阿會被留下來共進晚餐。等到男方家裡準備足夠的食物和財產，女方家裡也備足作嫁妝的土布和草蓆時，才會正式舉行婚禮。

#### 陶波的限制
陶波不能像一般年輕人一樣進行自由戀愛，人們要求她必須過著嚴格的處女生活。在她結婚時，新郎戶中的參議酋長要在燈火通明的房間裡，當眾人面證明她的童貞。按照慣例，陶波必須嫁到外村，嫁給另一個村子的大酋長或馬納亞。訂婚儀式結束後，新郎回到村裡準備結婚用的食物和財產，並於他所在的村子讓出一塊土地，稱其為「妻子之隅」，在此為新娘建造房屋，成為她和她小孩的永久財產。在此期間，新郎會留一位參議酋長在姑娘家，擔任酋長的使者，並留意新娘的一舉一動。

## 產業與生活

### 產業
隨著大航海時代的來臨，外來者帶入加工技術，興建港口引進外國商品、出口本地產品，使薩摩亞不再只是從事第一級產業，二、三級產業也逐漸出現。

#### 交換體系
薩摩亞傳統的交換體系為「再分配式」。戶中成員一同工作，再由馬他伊進行食物與生活必需品的分配。

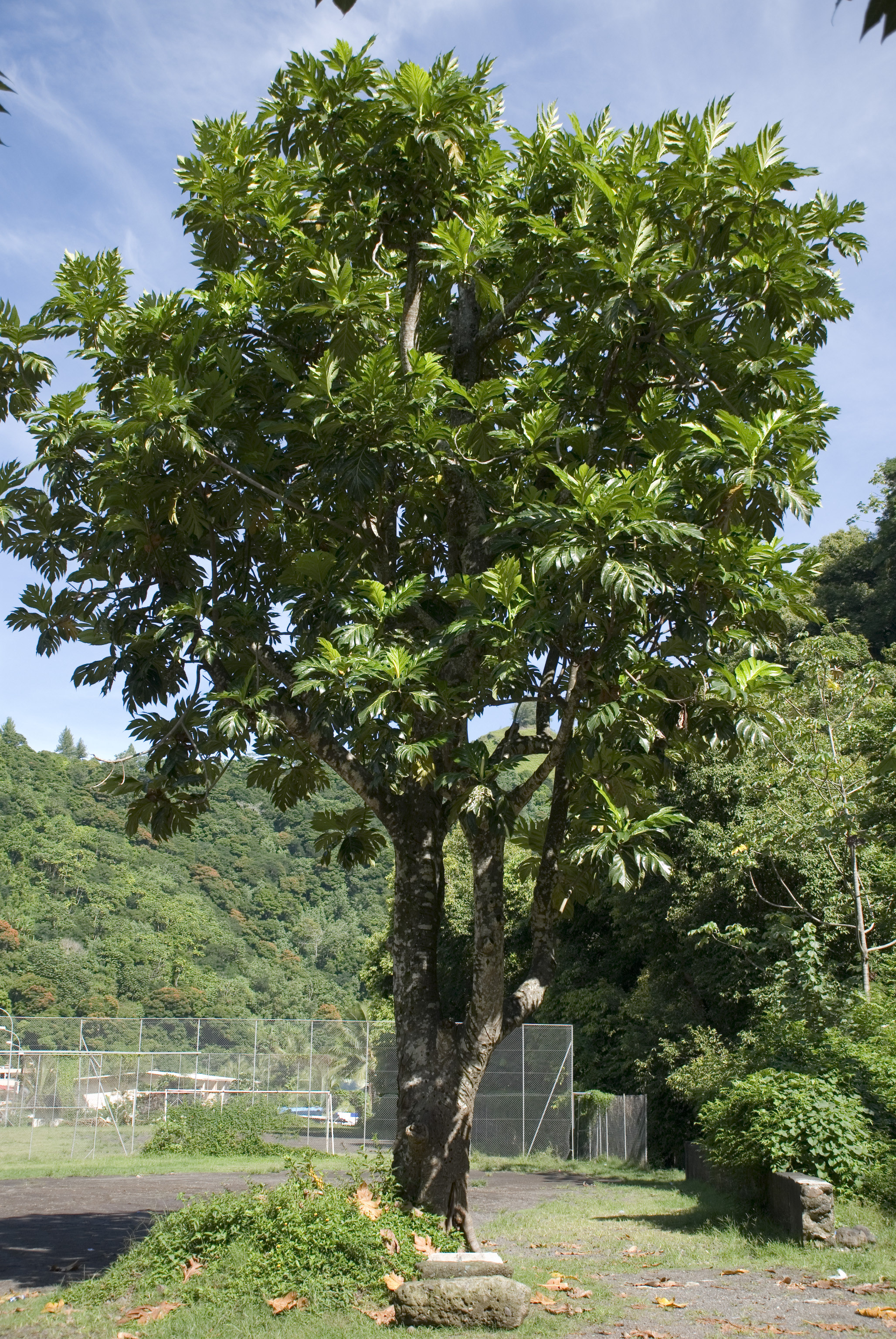
麵包樹

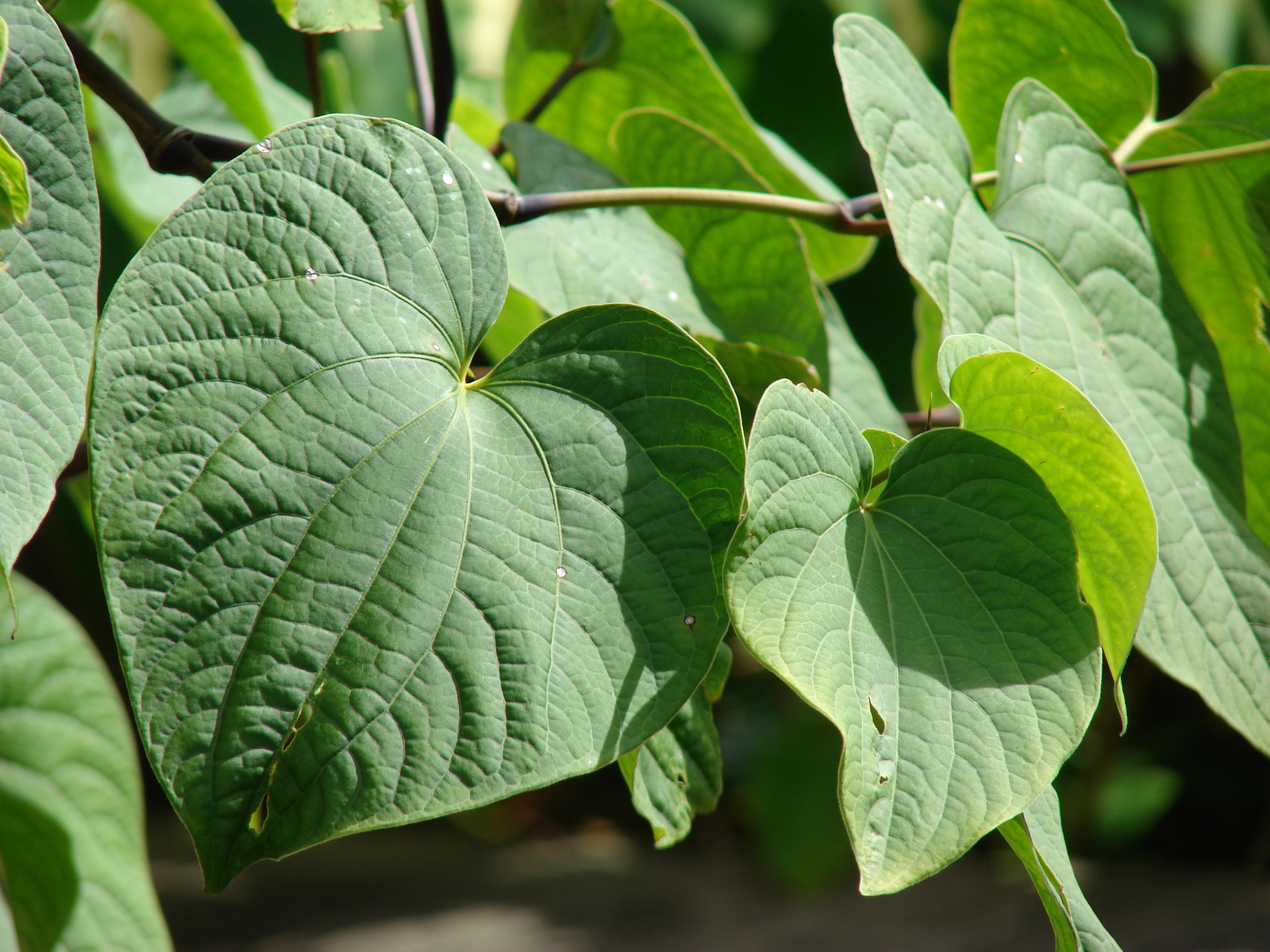
卡瓦葉

#### 第一級產業

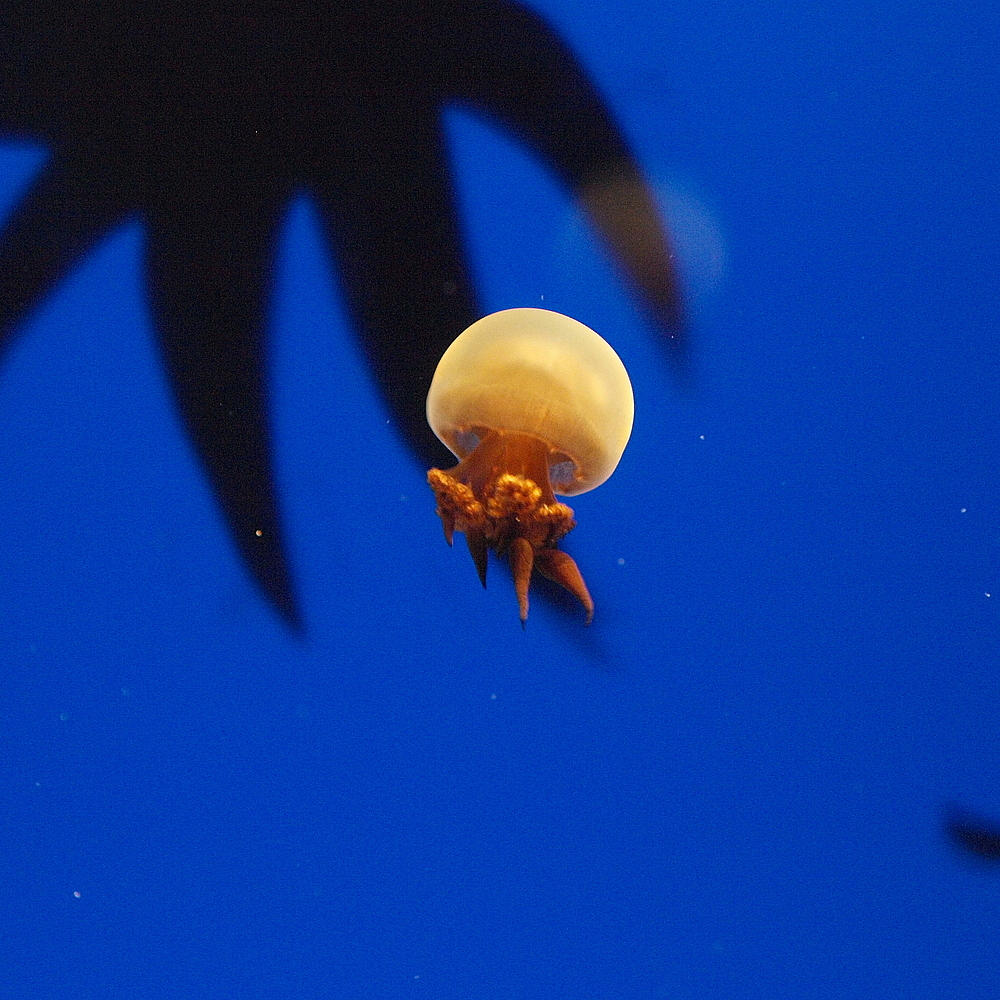
海蜇

- 農業

薩摩亞的農業方式為「定耕」，在馬他伊的監督下戶中成員共同工作。主要種植咖啡、芋頭、椰子、可可、香蕉、木瓜、卡瓦醉椒和麵包果。由於抵抗颱風等自然災害的能力弱，因此農業生產十分依賴氣候條件。現今，農業人口占薩摩亞全國人口的77% (約12.4萬人)。薩摩亞人對於種植香蕉和椰子十分在行，除了在收穫時期之外，他們不需花費大量勞力但仍能大豐收。
- 林業

森林資源逐年減少，目前森林面積占全國面積的46.3%，其中39.4%(約11萬公頃)為非生產性森林，可採林只有4.8%(約1.36萬公頃)。其餘2.1%(約0.6萬公頃)為國家級保護林和部落傳統領地。
- 漁業

從沿海拾取捕或海蜇與海貝等生物。也藉由出海至經濟海域(面積為12萬平方公里)捕撈金槍魚(又名鮪魚)。

#### 第二級產業
- 加工業

現今，薩摩亞工業以消費工業和農產品加工業為主。小型工業公司製造進口替代和出口加工的商品，如椰子奶油、椰子油、動物飼料、肥皂、餅乾、香煙和啤酒等。跨國公司則建立生產輸出線進行更高階的加工技術，使他的產品得以再輸出。

#### 第三級產業
- 服務業

現今，服務業從業人數約為2000人。主要為旅館餐飲業、交通電信業、金融服務業、個人及其他服務業。
- 旅遊業

現今，旅遊業是薩摩亞主要經濟支柱之一和第二大外匯來源。遊客主要來自美屬薩摩亞、紐西蘭、澳洲、美國和歐洲等國家和地區。
- 貿易

現今，薩摩亞生產一些初級商品作為出口商品，例如：硬木、椰子、椰製品、根類蔬菜、咖啡、可可和魚類。農產品占出口的90％。產品出口到紐西蘭、美屬薩摩亞、澳洲、德國和美國，進口來自紐西蘭、澳洲、斐濟和美國的中間產品、食品和資本貨物。經濟高度依賴來自紐西蘭、澳洲、美國和美屬薩摩亞的僑民的匯款以及紐西蘭、澳洲和德國的援助。這些匯款正在下降，因為海外出生的移民兒童已經減弱了與國家的聯繫，自冷戰結束以來，其地緣政治意識已經下降。

### 生活

#### 飲食
當地食物有魚、龍蝦、螃蟹、雞肉、豬肉、萵苣、白菜、根類蔬菜，如talo、ta'amu和山藥等，樹作物則包括香蕉、麵包果和椰子，飲料則為咖啡和可可。日後，隨著貿易的盛行，增加了來自外地的進口食品，例如大米、罐頭肉和魚、奶油、果醬、蜂蜜、麵粉、糖、麵包、茶和汽水等。許多家庭整天只喝茶，只有吃晚餐一餐。
食物和美食在薩摩亞文化中非常重要。幾乎任何慶典或慶祝活動都圍繞著食物。他們用炕窯（Umu）做很多食物。這是一種傳統準備食物的方式，就像是薩摩亞版的烤肉。炕窯是利用熱熔岩岩石加熱的地面石爐。當烹飪食物時，將食物包裹在香蕉葉中再放在岩石上。大多在儀式或慶祝活動中使用。他們傳統吃食物是不使用器具的，喜歡直接用手抓。
薩摩亞人吃的所有食物都是由他們自己飼養與種植的，從他們所有的肉類，如雞肉、豬肉、魚肉到水果、蔬菜，如椰子，香蕉和洋蔥。
他們以Lu'au或Palusami聞名。會在吃芋頭、椰子奶油和洋蔥時，將Lu'au或Palusami包裹在芋頭葉中，然後把它們放炕窯上，煮熟後，將芋頭葉打開吃裡面的食物。另一道美食是Oka，一種生魚盤，由數小塊魚肉組成，用檸檬汁、椰子奶油、鹽和洋蔥醃製而成。還有一道奇怪的美食可以在薩摩亞找到，是Sea，海參的內臟，它會被裝在類似汽水瓶的瓶子中出售。而Fausi是一種由芋泥搭配焦糖椰子奶油醬而成的薩摩亞甜點。

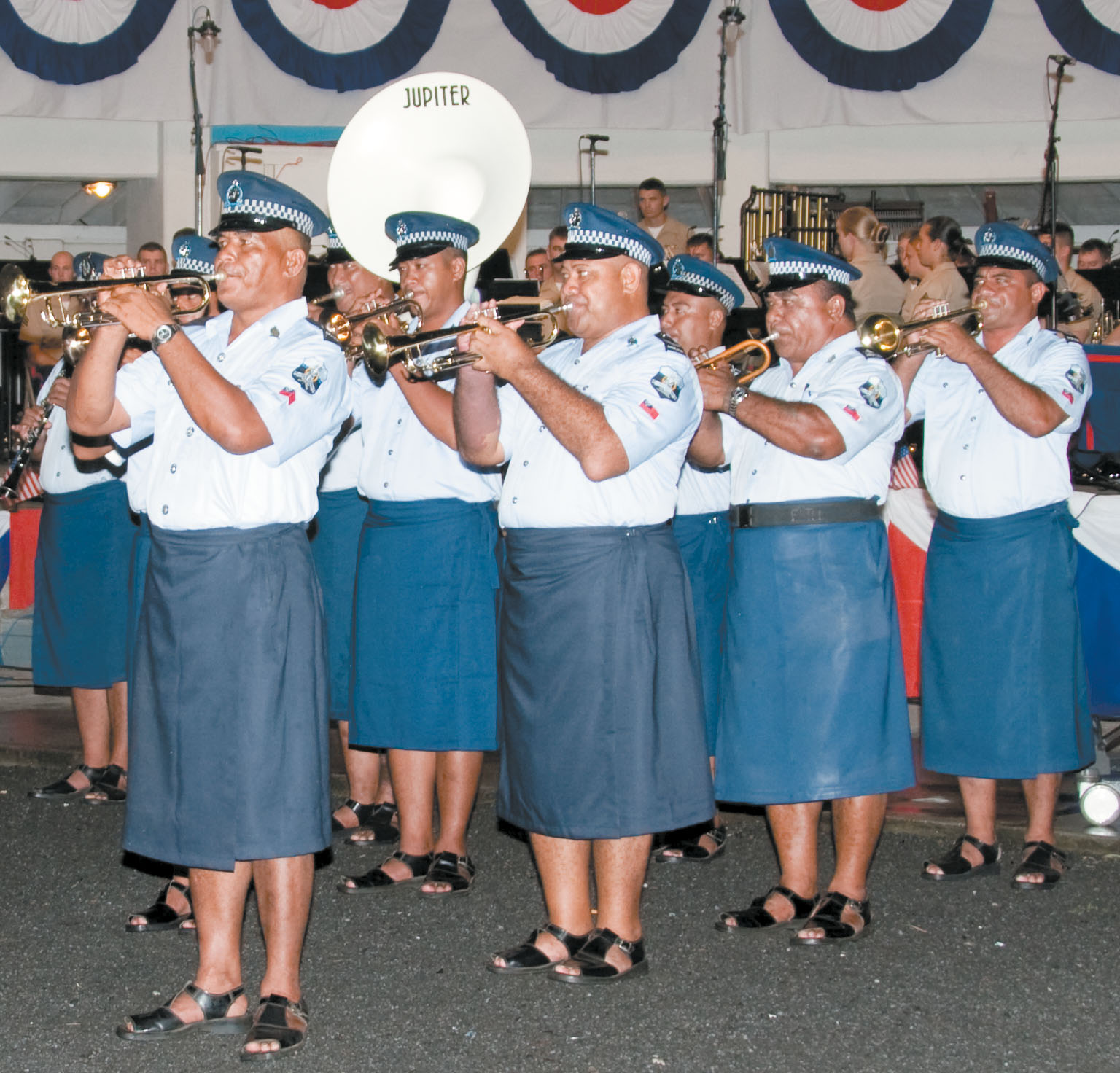
穿拉瓦拉瓦的警察樂隊

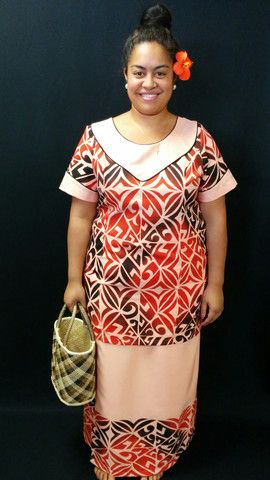
薩摩亞女性的服裝Puletasi

#### 服飾
傳統女士的服裝是普莱塔西，是一種薩摩亞式裙子與上衣的設計。拉瓦拉瓦則是一種圍裙，男女皆會穿。它們有不同的圖案與顏色，但男性的正式服裝則比較樸素。禮服則有一個名叫tuiga的頭飾，由貝殼和羽毛製成。

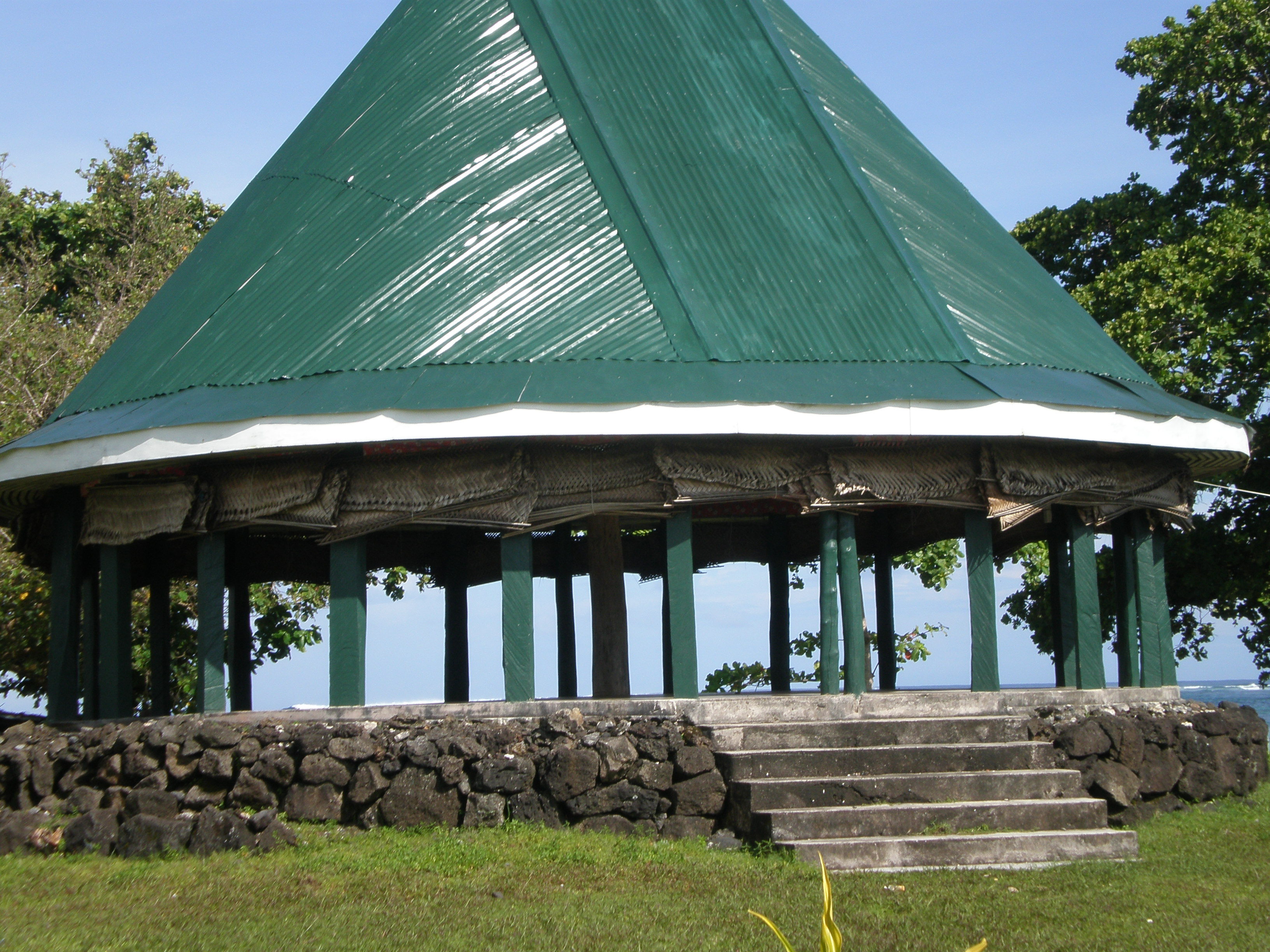
薩摩亞薩瓦伊島Lelepa村的fale tele

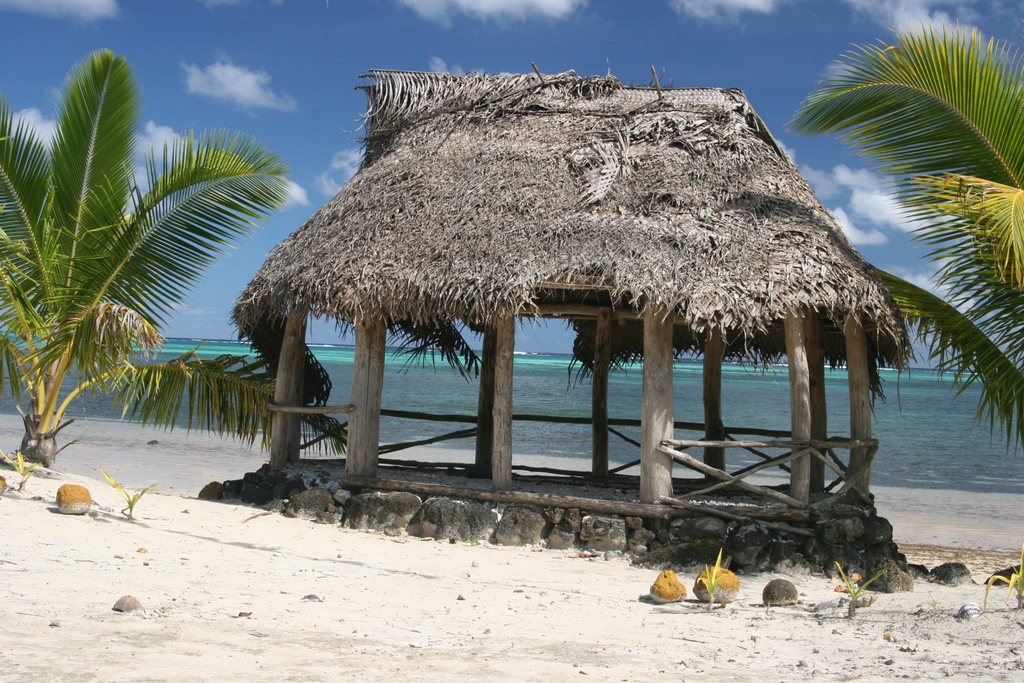
海邊的茅草屋faleo'o

#### 居住
薩摩亞的傳統建築統稱為fale。它是用木柱子圍成，用棕櫚葉紮成圓錐住的屋頂，並用被水浸過的珊瑚碎片鋪地。村子四周充滿椰子樹、麵包果樹和芒果樹。
- 大房子（fale tele）：是最重要的房子，通常是圓形。作為會議、家庭聚會、葬禮或酋長受職儀式的場所。[42]
- 長屋（afolau）：形狀像橢圓形拉延伸。作為住宅或招待所。[42]
- 小房子（faleo'o）：是主屋的附加建築，位於主屋後方，通常是長形。在現代，這個詞語用於任何小而簡單的建築，也不需與主屋有關，例如海邊的茅草屋。也可能在主屋旁或海邊建立一個faleo'o，作為休息或供客人居住的地方。[42]
- 伙房（tunoa）：是一個脆弱的建築，體積小，且沒有被真正視為一個房子。在近代，這地方改稱為umukuka，在院子的最後方。用umu在這進行烹飪。在大多數村莊裡，umukuka只是個簡單的開放場所，用幾根柱子和鐵皮屋頂保護這區域，以防天氣的破壞。[42]

### 運動
部分出名薩摩亞裔運動選手包括效力於美式足球聯賽匹茲堡鋼人隊的特洛伊·波拉馬魯 及新英格蘭愛國者隊的莫西·塔圖普。儘管美屬薩摩亞的人口不多，但當地出產了大批優秀地美式足球選手 ，此外薩摩亞人也以出色的橄欖球表現聞名，著名地有球員布赖恩·利马以及Manu Samoa，即薩摩亞國家橄欖球代表隊。在日本則有大相撲力士小錦八十吉 (6代)和武藏丸光洋。而美國WWE的知名職業摔角選手巨石強森亦為薩摩亞裔與非裔的混血。

## 信仰與習俗

### 信仰
1830年，歐洲人抵達薩摩亞後，薩摩亞人從傳統信仰逐漸改信基督教。

#### 傳統信仰
薩摩亞人相信人具二分性——靈魂(agāga)和身體(tino)。靈魂與身體的分離是死亡。在死後，靈魂仍會存在，而這正是薩摩亞傳統宗教所關注的。對於死後的世界有各式各樣的描述，但從歷史與民族學的資料中並沒有一致的描述顯示。此信仰相對缺乏儀式，但卻充滿神話。塔哥洛(Tagaloa)是薩摩亞群島的創造者，他的家人帶領過許多神祈，包括祖先、戰神、英雄等。後來，這些神都以動物圖騰的形式出現。而馬他伊就是繼承這些形式的化身。
薩摩亞人的傳統信仰屬於非常複雜的多神信仰，包含人類與非人類的神祇。他們的信仰並沒有很多特殊跡象表示，因此常讓人誤以為沒有信仰。在薩摩亞傳統信仰中最諷刺的一則寓言是薩摩亞女戰神Nafanua曾表示：未來將會有一個新宗教傳入，它將取代他們的傳統信仰，而且這個宗教會徹底地使原信仰消失，並傳播給所有的薩摩亞人。 

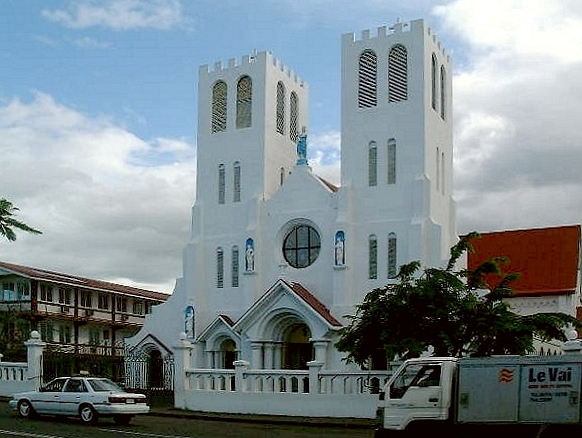
位於薩摩亞的一間天主教教堂

#### 基督教傳入後
第一群發現薩摩亞的人並非探險家或貿易商，而是傳教士。來自英國倫敦的兩位傳教士John Williams和Charles Barf於1830年抵達薩摩亞，將基督教信仰傳入薩摩亞，同時也對於薩摩亞的傳統信仰帶來嚴重的衝擊。[兩位傳教士抵達薩摩亞後，遇見了一位男子Malietoa，它是女戰神Nafanua的預言之子。兩年後，John Williams又回到了薩摩亞尋找當年遇到的男子Malietoa，此時他已經是薩摩亞中地位最崇高的酋長，且已改信基督教。1848年，第一版的薩摩亞新約聖經出版，1855年時舊約聖經也相繼出現。從此之後，基督教信仰成為了薩摩亞地區的主要信仰。每個村莊至少有一間教堂，且牧師成為了村莊中最大群的居民。牧師是村莊中最富有的，而他們的富有是來自於薩摩亞人金錢。給教會捐錢是薩摩亞人必須遵守的規定，他們經常被要求每個星期日必須參加崇拜。且許多的學校都是由教會所建立。

### 習俗

#### 儀式

##### 星期日toana'i
食物分享是這活動的主要特色，這場盛宴通常伴隨著婚禮、喪禮、馬他伊頭銜授予儀式或「白色星期日」這類的年度盛宴一起舉行。這場盛宴的料理比平時的食物量更多、更美味。食物也代表著儀式性的禮物，與其他戶或村莊作交換。烤全豬亦是這活動的特色之一，鹽漬的牛肉也越來越受歡迎。

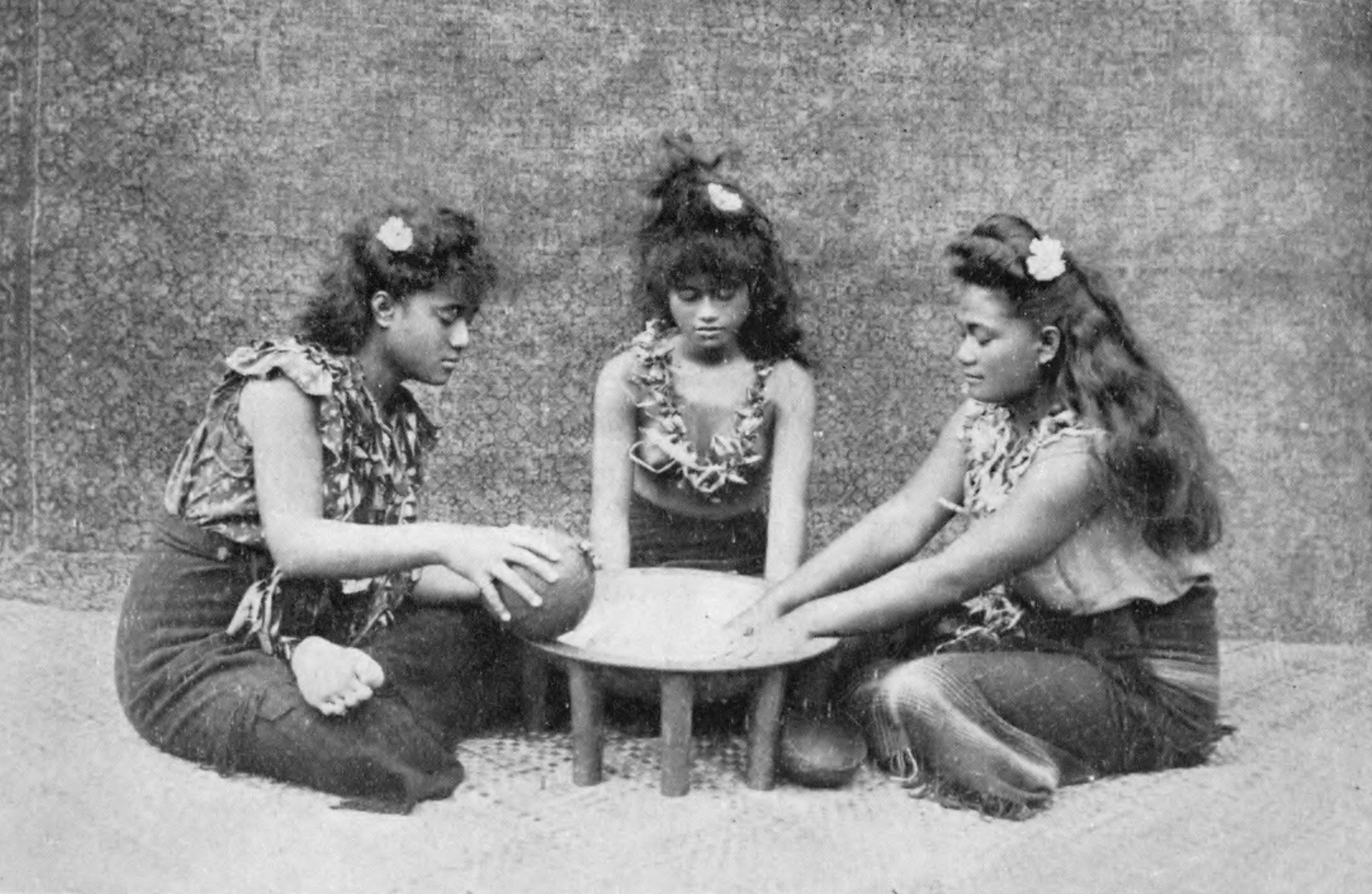
三位正在準備阿瓦仪式的女姓

##### 阿瓦仪式
阿瓦仪式是薩摩亞群島上非常重要、莊嚴的儀式。薩摩亞社會會藉由共享儀式的飲料以紀念此重要場合。薩摩亞的阿瓦仪式與其他地方略有不同，薩摩亞的阿瓦仪式會有演講和正式飲用kava的橋段。而在薩摩亞的阿瓦仪式中還另有一個十分重要的橋段，即是馬他伊頭銜的授予。 

#### 節日
| 日期                     | 節日             |
| ------------------------ | ---------------- |
| 春分月圓後的第一個星期日 | 復活節           |
| 五月的第二個星期日       | 白色星期日       |
| 6月1日                   | 國慶日（獨立日） |
| 12月25日                 | 聖誕節           |

## 文學與藝術

### 文學
薩摩亞文學非常多樣化。書面文學在1960年代後期出現。薩摩亞文學裡透漏著薩摩亞人對世界的認知。
- 南太平洋藝術學會(The South Pacific Arts Society)於1973年在南太平洋大學(the University of the South Pacific)成立，出版《太平洋岛屿月刊（英语：Pacific Islands Monthly）》，發表太平洋島民的文學作品，包含詩歌、短篇小說等。1974年，協會成立Mana出版社。1976年，出版藝術、文學方面的雜誌Mana。[50]
- 艾伯特·文特（英语：Albert Wendt）是南太平洋知名作家之一。1973年，第一本出版的小說是Sons for the Return Home。隨後又出版了許多作品，包含小說、詩歌和戲劇，例如：1979年的Leaves of the Banyan Tree和2004年的 The Songmaker’s Chair。[51]1980年時，溫特還編輯南太平洋文學的第一本選集Lali，其中包括南太平洋地區五十位作家的作品。[49]
- 詩人萨韦阿·萨诺·马利法（英语：Savea Sano Malifa）在Mana雜誌中發表過他的作品。[50]
- 藝術家莫穆·马列托阿·冯·赖歇（英语：Momoe Malietoa Von Reiche）透過Mana出版社發表他的作品。[50]
- 詩人萨帕乌·鲁佩拉凯·佩塔亚（英语：Sapa'u Ruperake Petaia）[52]
- 詩人Eti Sa'aga[52]小說家兼詩人Sia Figiel

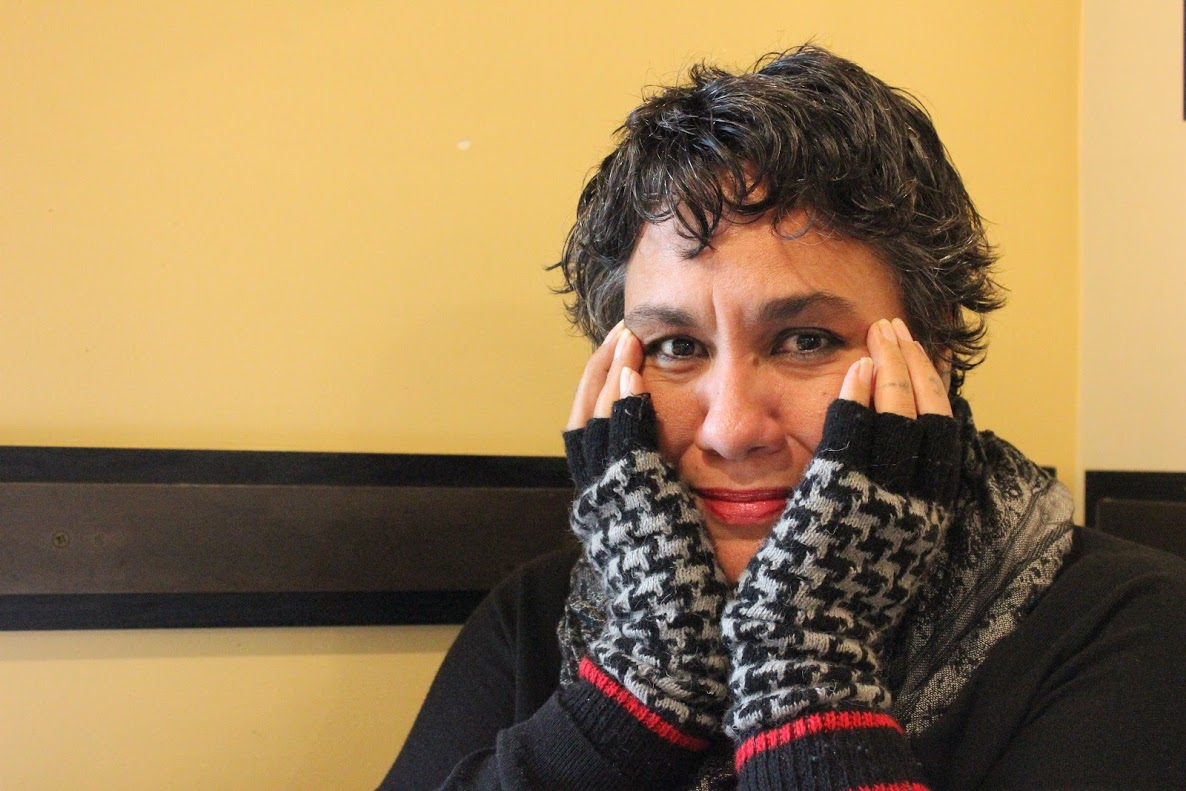
小說家兼詩人Sia Figiel

- 小說家兼詩人的西亚·菲吉耶尔（英语：Sia Figiel）。他的小說Where We Once Belonged在1997年時獲得了亞太地區最佳書籍聯邦獎(Commonwealth Prize)。[52]
- 薩摩亞國立大學校長副校長埃玛·克鲁泽·瓦伊（英语：Emma Kruse Va'ai）也是位詩人兼出版作家。
- 美屬薩摩亞詩人卡罗琳·西纳瓦亚纳-加伯德（英语：Caroline Sinavaiana-Gabbard）。
- Sina Vaai博士是薩摩亞國立大學英語文學專業的著名教授、著名評論作家、研究員、學者和出版詩人。1999年，她於薩摩亞國立大學發表的博士論文Literary Representations in Western Polynesia: Colonialism and Indigeneity，內容是研究薩摩亞、東加和斐濟地區出版的後殖民文學，是一本很受歡迎的書。她所收藏的詩Lavoni Rains，也表現出她銳利的觀察力和詩人的敏銳度。
- Rajeshwari Singh博士雖然出生於印度，但他的Cyclone Zone and Other Poems是一本具創意的作品集，真正表現出薩摩亞人的感受以及薩摩亞僑民的感受。詩人對於薩摩亞人的文化與面臨障礙具銳利的觀察力，都清楚的呈現在他的詩詞作品中。

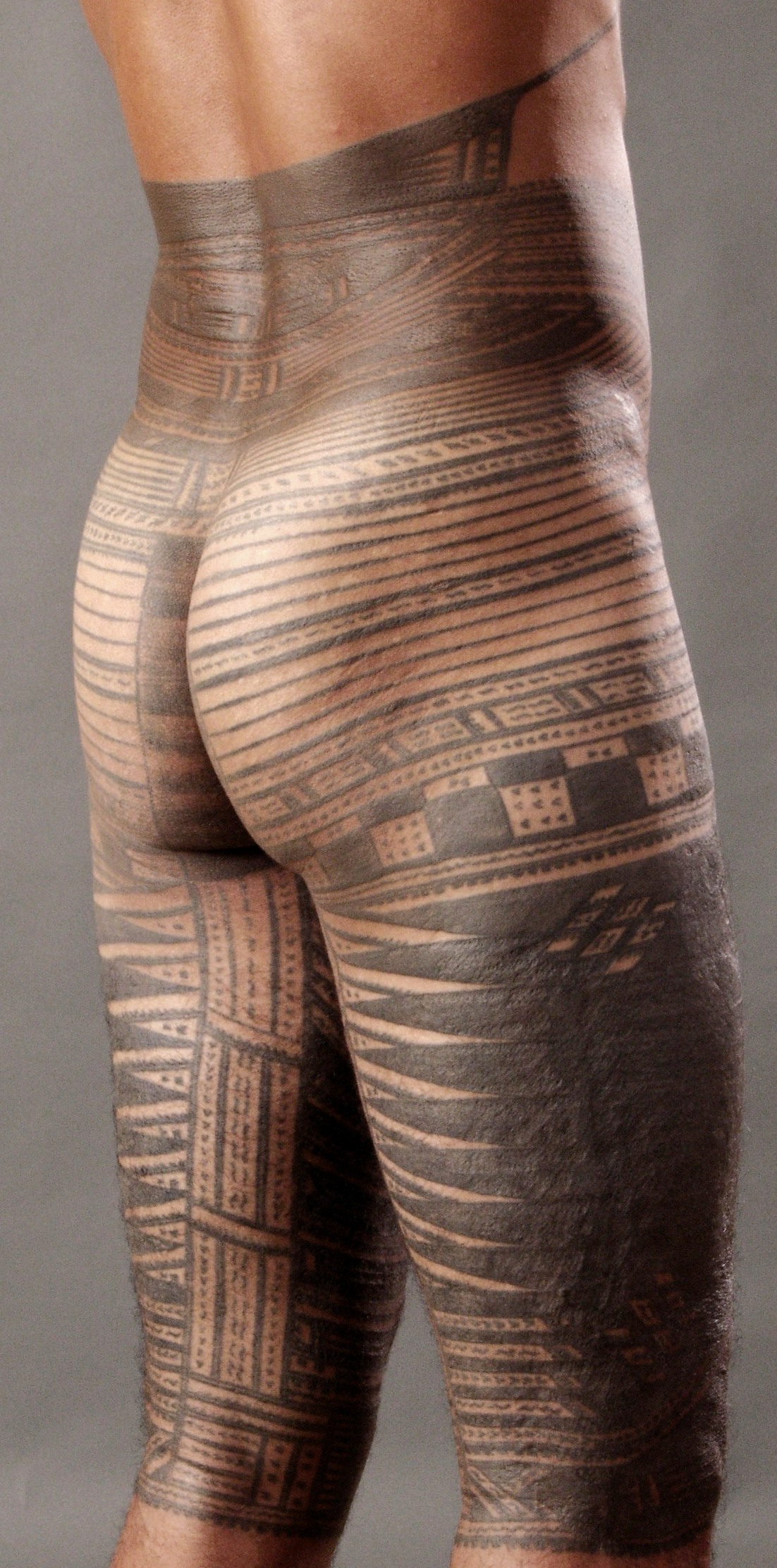
男性紋身pe'a

### 藝術

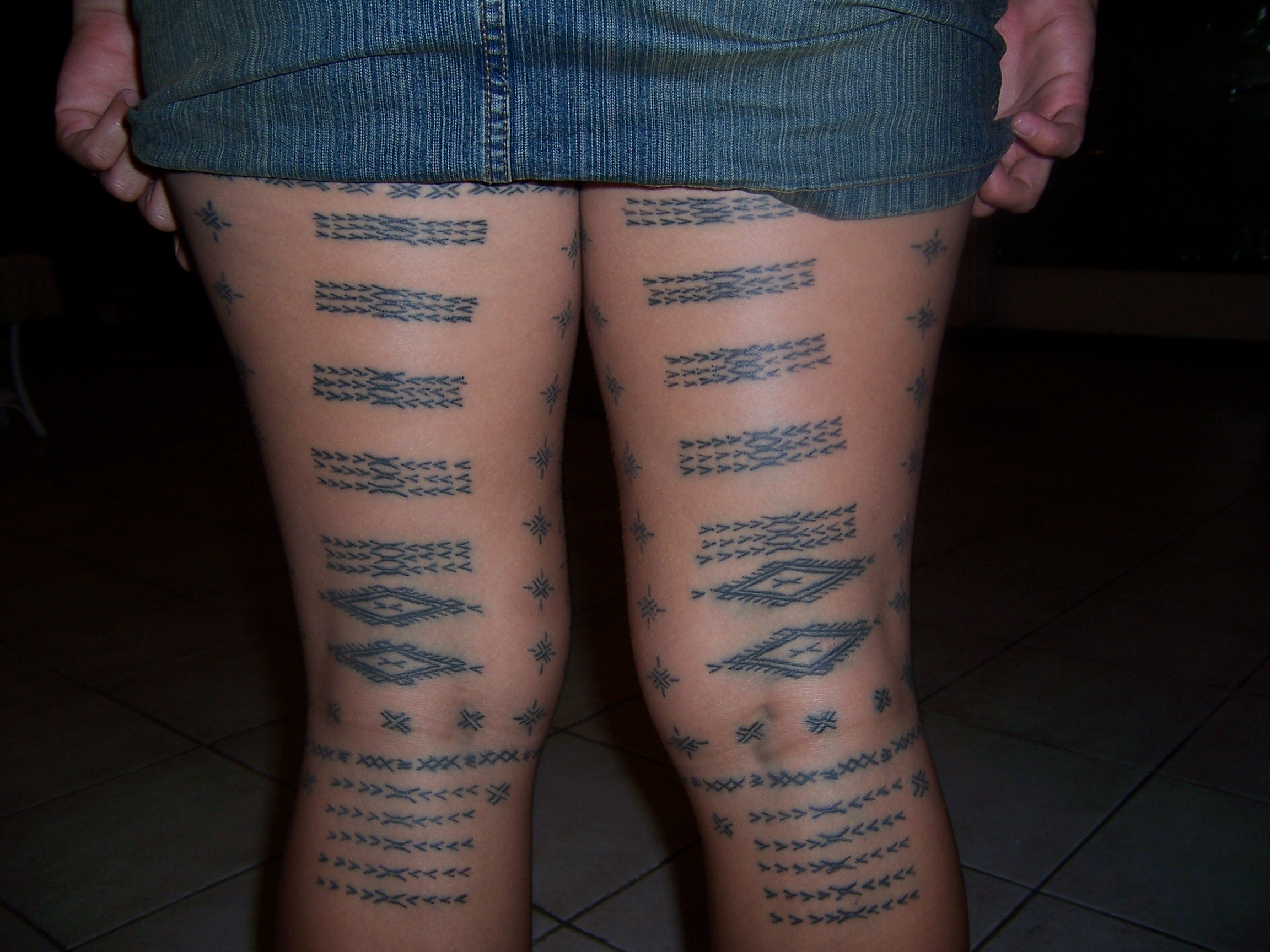
女性紋身Malu

#### 紋身
Tatau是薩摩亞語中紋身的意思。男生的紋身又稱為佩阿，紋身範圍涵蓋背部中央、側面至膝蓋；女生的紋身則稱為马卢，範圍則相對沒有這麼廣泛。紋身圖案是由幾何圖形組成，通常代表他們的階級身分。從1830年開始，在基督教傳教士來之前，所有的薩摩亞男性都有紋身。但因傳教士認為這是對身體的汙損和異教徒的行為，因此曾經禁止這項習俗。
在薩摩亞過去的文化歷史中，大多數男性在14-18歲之間會紋身，表示他們已經停止生長，以至於紋身不會因在生長而變形。現今，不僅在薩摩亞，而是遍及整個波利尼西亞地區，傳統紋身藝術再次復興，成為文化認同的象徵。
Tatau這個詞有許多含義，除了表示薩摩亞人的紋身外，也表示薩摩亞紋身的設計是四方形的圖樣而非圓形。而在英文中的tattoo一詞也是由此而來。
紋身是一個痛苦的過程。薩摩亞紋身師將切割工具浸入由燃燒的燭光貝殼煙灰製成的黑色墨水中，再將圖案刺入皮膚。這需要一段時間才能恢復。後來，紋身設計已改變為手繪符號，如卡瓦碗代表餐飲、薩摩亞房子表示親屬關係、大自然符號(例：貝殼，魚，鳥，波浪，蜈蚣)以及不同長度大小的傳統幾何線段和角度等。

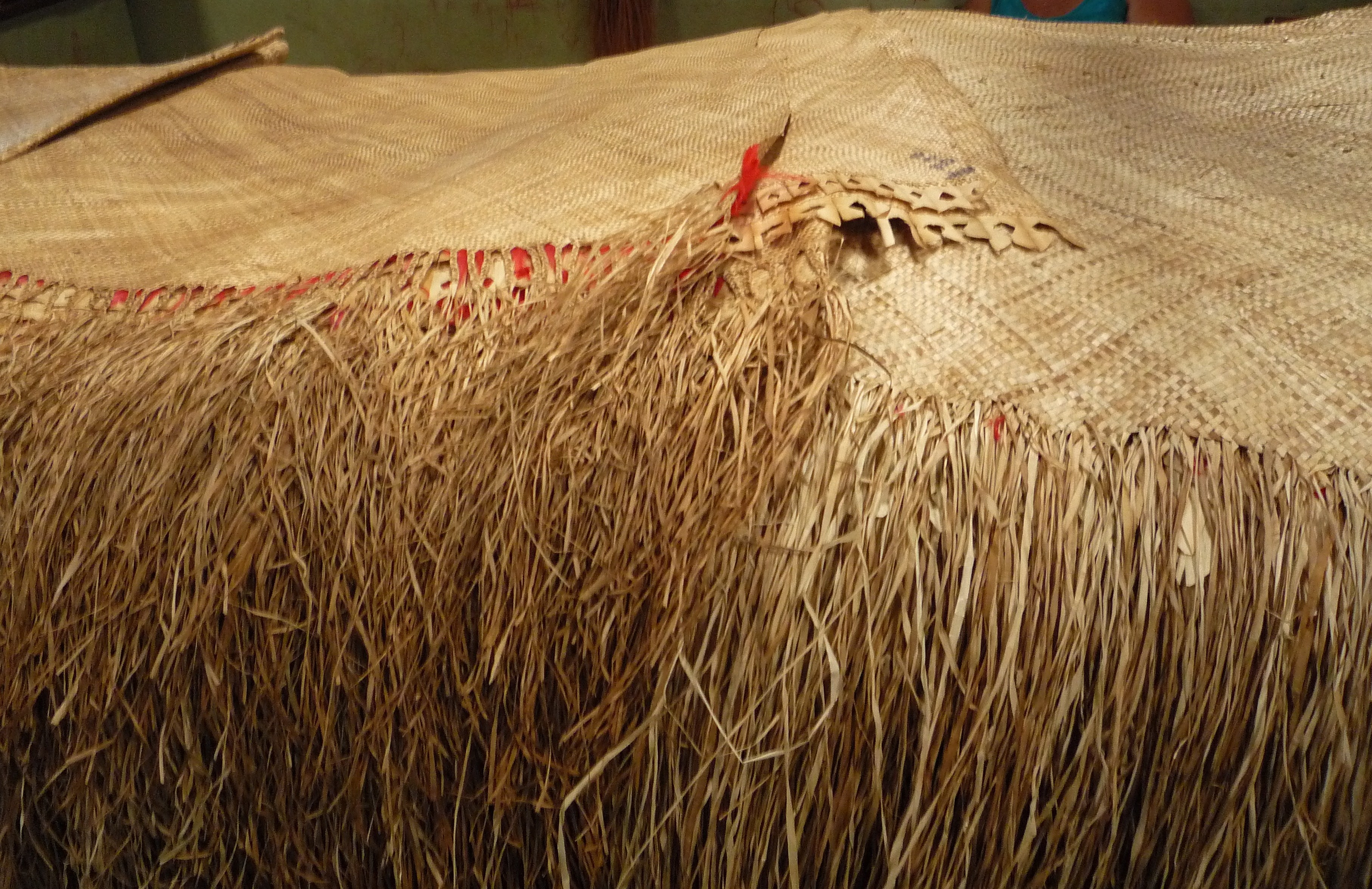
薩摩亞傳統的墊子“耶托加”

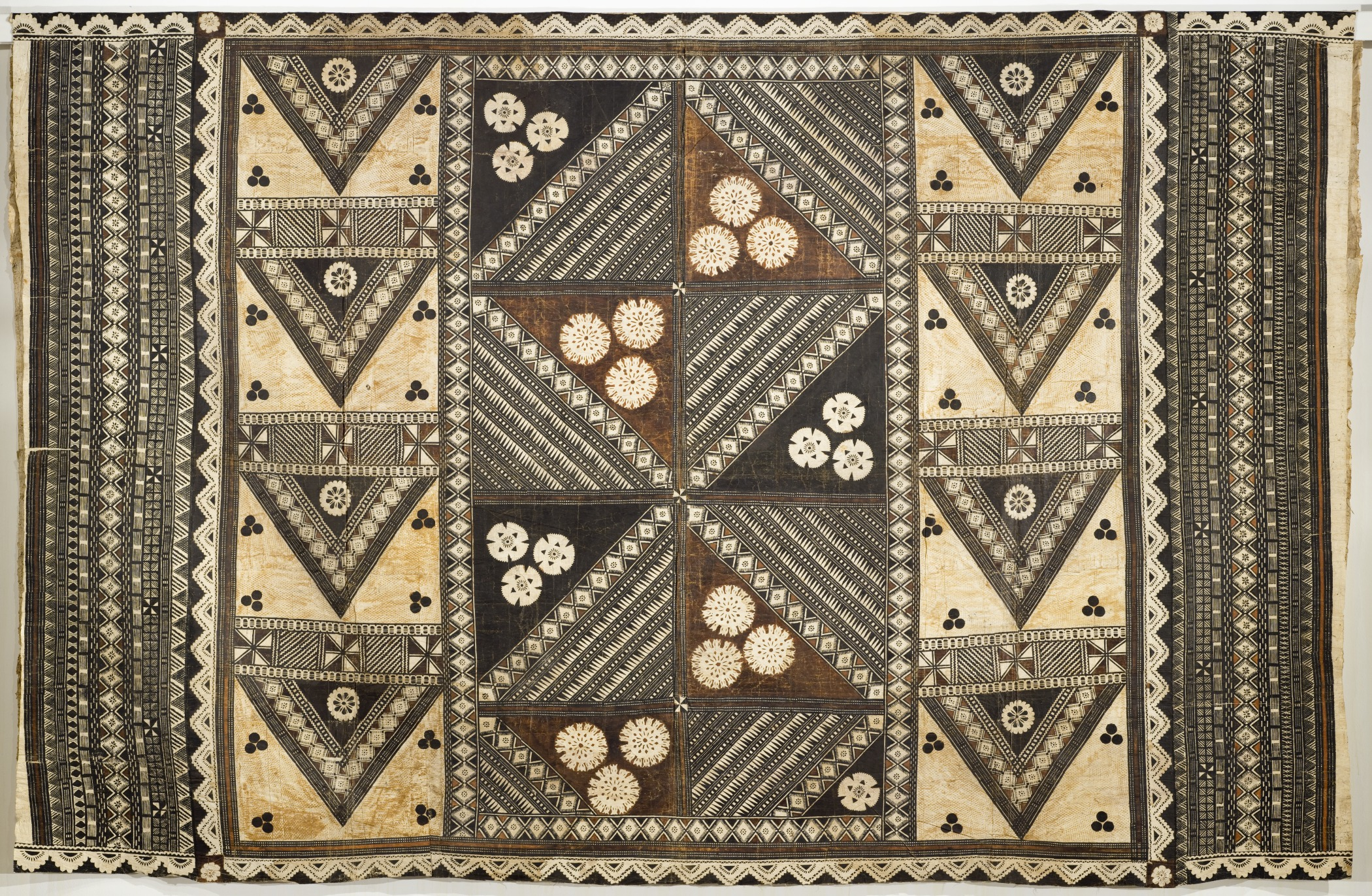
斐濟結婚時的masi

#### 工藝品
- 編織墊“耶托加（英语：'ie toga）”是在儀式或禮物交換中使用。[54][55]儀式交換期間，女性負責製作耶托加與裝飾樹皮布“西亚波（英语：Tapa cloth）”（siapo），而男性負責木製品和紅色羽毛。[56]西亚波是由捶打過的桑椹樹皮製成，類似斐濟的masi。[57][58]圖案是用從樹皮採取的天然棕色染料上色。這些圖案通常代表著植物生命力、貝殼、魚、海龜和木槿花的抽象和現實型態。西亚波可用於衣服、包裝物品或是裝飾。飾品，首飾和髮飾都是由海貝、椰子和椰子殼纖維等天然材料製成。

- 木製的形象畫雕塑在基督教傳入前薩摩亞是非常罕見的，且與斐濟和東加雕塑有相似之處。[59]

#### 音樂
傳統的薩摩亞音樂，只有兩種樂器。帕泰鼓，一種中空的原木鼓；另一種樂器則是fala，一種用棍子敲打捲起來的墊子的樂器。在沒有書面語言時，許多故事和傳說都是透過歌曲傳播，而帕泰鼓復雜的音樂節奏是很多薩摩亞舞蹈表演不可或缺的元素。在許多舞蹈中，舞者們也經常透過拍手來增加節奏，也藉由手的不同動作產生一系列不同的聲音。後來，有兩種樂器成為薩摩亞音樂的代名詞，selo和烏克麗麗(Ukulele)。selo是一種弦樂器，由掃帚柄或類似物體製成，且具有一個大箱子、水桶或其他可作為音箱的物體。琴弦的長度，從琴棒頂端到盒子上，可以拉出類似bass的聲音。烏克麗麗則是一種像小吉他的樂器，只有四根琴弦。它具有兩種形式：一種是小型化的吉他，另一種是由半個椰子殼製成。

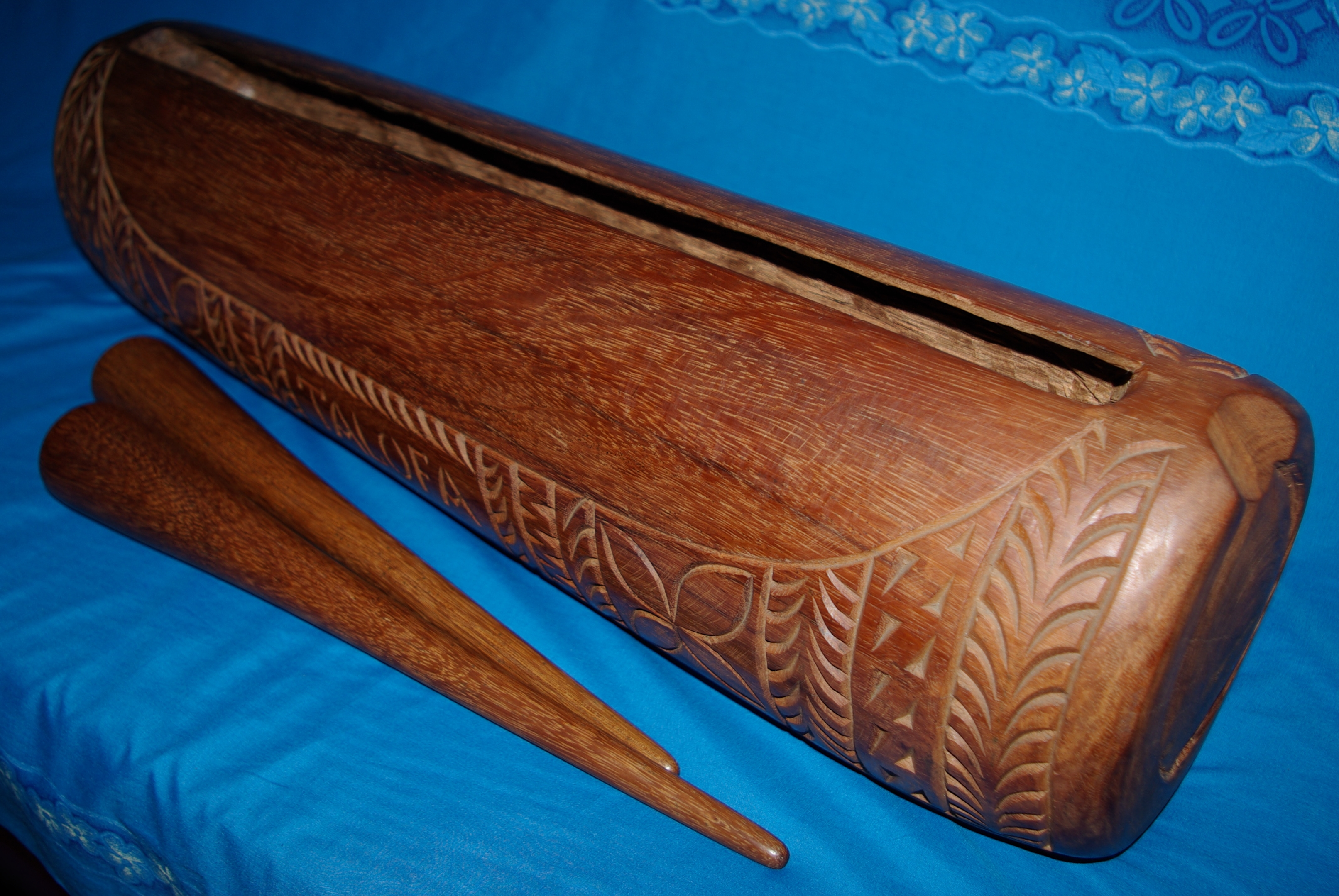
薩摩亞的Pate鼓

然而，像吉他這類的西方樂器也被廣泛應用於太平洋島嶼，自1970年代以來，薩摩亞的許多樂團在表演中使用過。年輕一代的薩摩亞人仍會在弦樂隊中使用，並且傾向於表演RAP、R&B、福音和靈魂樂的音樂類型。薩摩亞近三十年來在美國參與街舞和RAP，特別是對紐西蘭地區的薩摩亞文化產生重大影響。Nesian Mystik是一個紐西蘭嘻哈團體，有許多波利尼西亞籍成員，其中包括薩摩亞中國混血的Sabre Strickson-Pua。Boo-Yaa T.R.I.B.E.的幾名來自加利福尼亞州的薩摩亞夥伴，自1988年以來一直在從事音樂工作。Boo-Yaa與Ice Cube同時進入嘻哈圈，他們經常像西海岸嘻哈風格。
現代流行歌曲和搖滾樂在薩摩亞擁有大量觀眾，一些當地樂隊也改成此音樂風格，放棄薩摩亞傳統音樂的大部分元素。儘管這些音樂形式很流行，但最近，開始可以看到薩摩亞的傳統歌曲復興，與夏威夷雷鬼音樂風格混合，例如使用帕泰鼓和老式和弦的混合。

#### 舞蹈

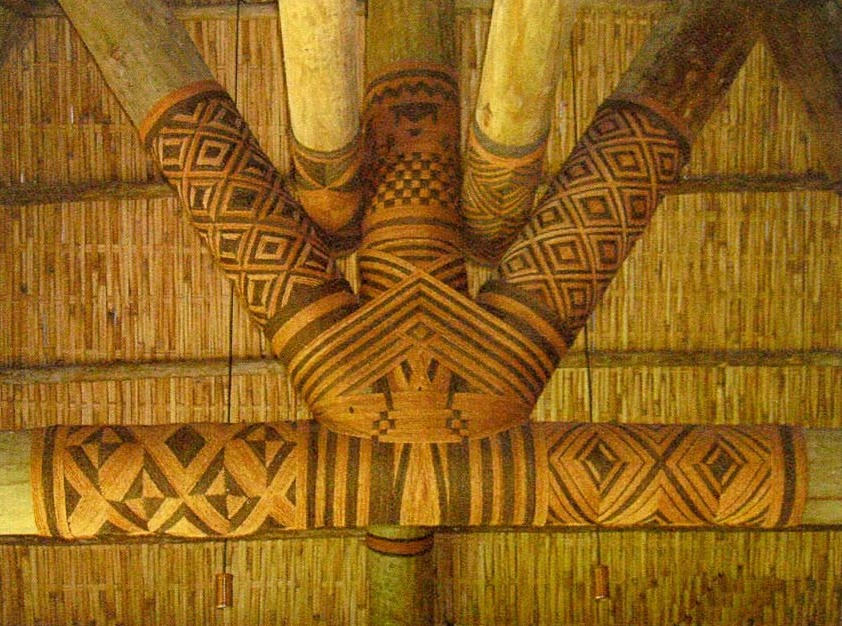
Magimagi

薩摩亞人將其文化融入他們的舞蹈中。薩摩亞舞蹈被認為是其文化中最沒有受到美國影響的領域。火刀（薩摩亞語Siva Afi）是薩摩亞文化不可或缺的部分。另外，有專屬男性的拍打舞（薩摩亞語Fa'ataupati），是一種跟隨鼓的節奏猛烈拍打身體的舞蹈形式。還有，專屬女性的舞蹈，稱為毛卢乌卢，更為優雅。而陶阿卢加則是陶波或馬納亞才能跳的舞蹈。 

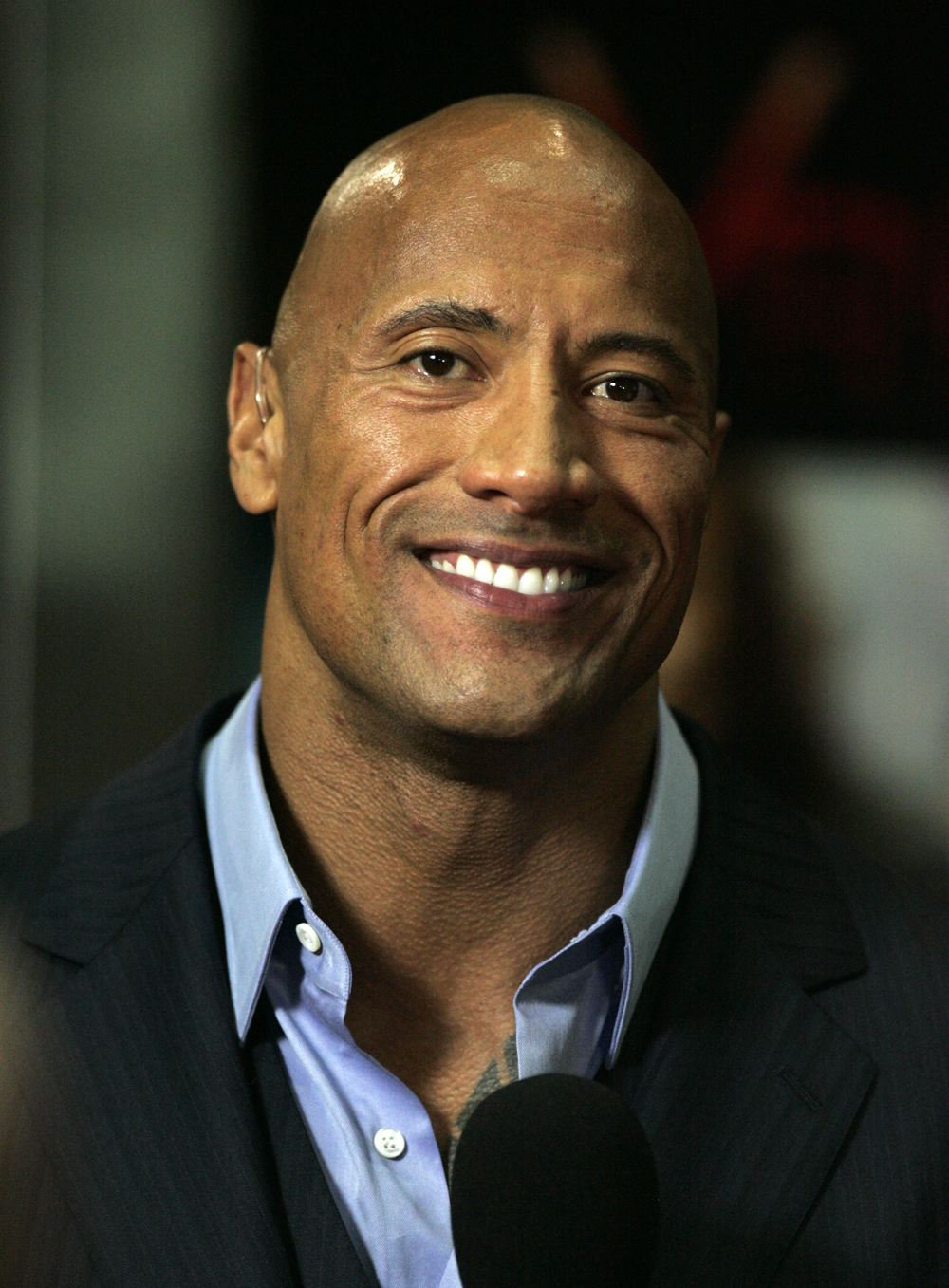
巨石強森

#### 建築方法
薩摩亞人的建築fale是由稱為ʻafa繩子編織綑綁的，這種繩子的材料源自於椰子的纖維，經常是用niu'afa(afa palm)。
這種編織技術是玻里尼西亞地區重要的建築成就。這種技術不僅用於建築，在造船時也會使用到。ʻafa具有許多用途，像是一種代表演說者身分的拂塵儀式性物品也可見之。而在其他玻里尼西亞地區，像是斐濟中的马吉马吉也可見到。

## 外部連結
- Samoan Bios （页面存档备份，存于）
- Prominent Samoans （页面存档备份，存于）
- US Embassy Samoa
- Samoa – Samoan culture （页面存档备份，存于）
- Culture of American Samoa （页面存档备份，存于）
- American Samoa geography （页面存档备份，存于）
- American Samoa flag （页面存档备份，存于）
- Samoan Families and Households New Zealand statistics
- Pacific Islands Benthic Habitat Mapping Center （页面存档备份，存于）
- US Department of the Interior Office of Insular Affairs
- US Representative Eni F.H. Faleomavaega